# Central Park
Central Park es un parque urbano público situado en el distrito metropolitano de Manhattan, en la ciudad de Nueva York, Estados Unidos. El parque tiene forma rectangular y dimensiones aproximadas de 4000 x 800 m, siendo casi dos veces más grande que Mónaco y casi ocho veces más que la Ciudad del Vaticano.
Con unos 37,5 millones de visitantes al año, Central Park es el parque más visitado de Estados Unidos (aunque el Fairmount Park de Filadelfia es diez veces más grande, Central Park tiene 2,5 veces más visitantes, y los 37,5 millones de visitantes anuales que recibe Central Park quintuplican los que visitan el parque nacional del Gran Cañón, en Arizona). Además, su aparición en numerosas películas y en programas de televisión lo ha convertido en uno de los parques urbanos más famosos del mundo. El parque está administrado por la Central Park Conservancy, una empresa privada sin ánimo de lucro, que tiene un contrato con el Departamento de Parques y Ocio de Nueva York.
Central Park limita por el norte con la Calle 110, por el oeste con la calle Central Park West, por el sur con la Calle 59 y por el este con la Quinta Avenida. Los tramos de estas calles que pasan alrededor de Central Park son conocidas normalmente con el nombre de Central Park North, Central Park South y Central Park West, respectivamente; aunque la Quinta Avenida conserva su nombre a su paso por el lado este del parque. Central Park tiene su propia sección censal en Estados Unidos, la número 143. Según el Censo del 2000, la población del parque es de dieciocho personas, doce hombres y seis mujeres, con una media de edad de 38,5 años. El actual valor inmobiliario de Central Park se estima que es de unos 528 783 552 000 dólares según la apreciación de Miller Samuel.
El parque fue diseñado por Frederick Law Olmsted y Calvert Vaux, quienes más tarde crearon el Prospect Park de Brooklyn.
Mientras que gran parte del parque parece natural, contiene varios lagos artificiales, dos pistas de patinaje sobre hielo y áreas de hierba usadas para diversas actividades deportivas.
El parque es un popular oasis para aves migratorias, lo que lo convierte en un lugar concurrido por observadores de pájaros.
El 12 de abril de 2017, el parque fue incluido en la Lista indicativa de Estados Unidos, los bienes que el país remite a la UNESCO al considerarlos candidatos a ser declarados Patrimonio de la Humanidad.

## Historia

### Proyecto del parque

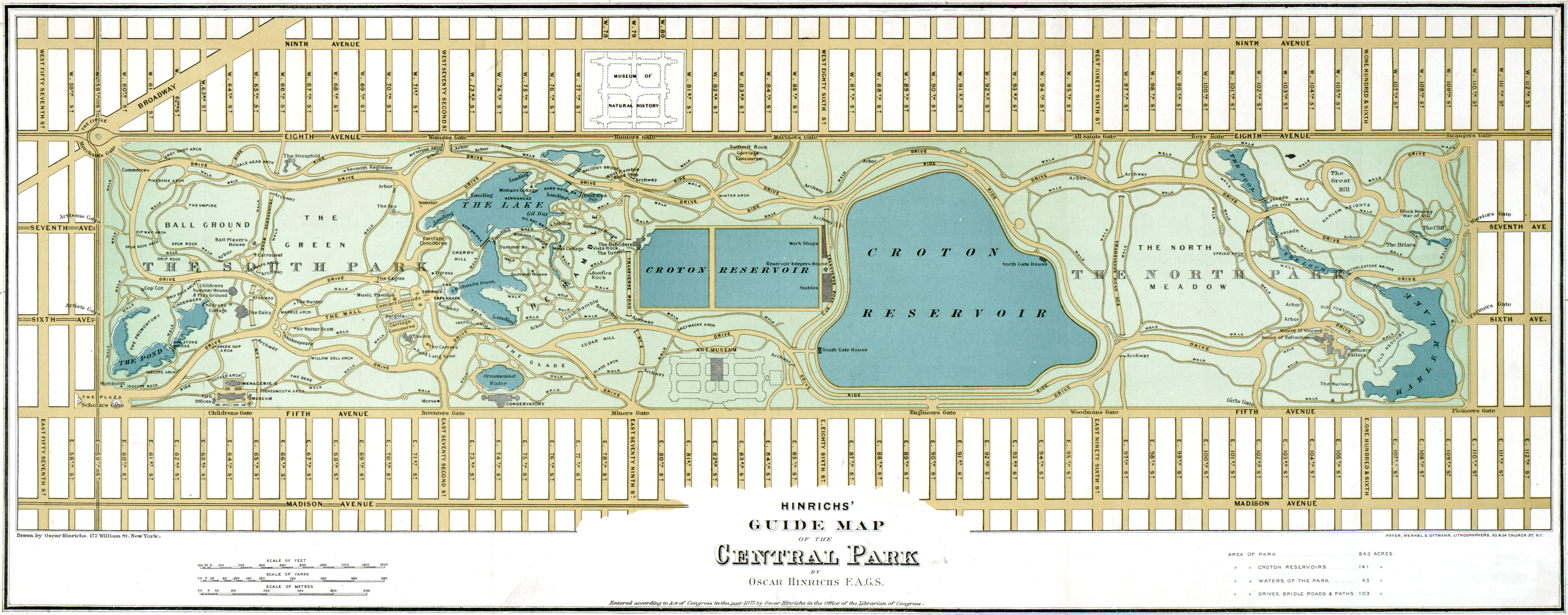
Un plano del Central Park de 1875

El parque no formaba parte del Plan de los Comisarios de 1811; sin embargo, entre 1821 y 1855 el área metropolitana de Nueva York cuadruplicó su población. Como la ciudad se había ampliado, la gente tenía pocos espacios abiertos a los que acudir e iba principalmente a los cementerios para alejarse de la ruidosa y caótica vida de la ciudad. Poco después, la necesidad por parte de la ciudad de Nueva York de poseer un gran parque público fue expresada por el poeta y redactor del entonces Evening Post (el actual New York Post), William Cullen Bryant, y por el primer arquitecto paisajístico estadounidense, Andrew Jackson Downing, que comenzó a hacer pública la necesidad que tenía la ciudad de un parque público en 1844. Un lugar elegante para la conducción al aire libre, como el Bosque de Boulogne en París o el Hyde Park de Londres, fue el motivo por el que muchos neoyorquinos influyentes apoyaron la idea, y en 1853 la legislatura del Estado de Nueva York dio 2,8 km², el área situada entre las calles 59 y 110, para la creación del parque, e impuso un presupuesto máximo de 5 millones de dólares.

### Desarrollo inicial
El estado de Nueva York designó una comisión para Central Park con la función de supervisar el desarrollo del parque y, en 1857, la comisión organizó un concurso para elegir el diseño del parque. El paisajista Frederick Law Olmsted y el arquitecto inglés Calvert Vaux desarrollaron un diseño llamado Greensward Plan, que fue seleccionado como el diseño ganador. Según Olmsted, el parque fue «de gran importancia, siendo realmente el primer parque hecho en este siglo, lo que es un gran signo de un buen desarrollo democrático...», una opinión que probablemente adoptaría durante sus varios viajes por Europa en 1850. Durante aquel viaje, Olmsted visitó varios parques. Este quedó particularmente impresionado por el Parque Birkenhead, situado cerca de Liverpool, Reino Unido, que fue inaugurado en 1847, convirtiéndose en el primer parque público del mundo.
Varias influencias confluyeron en la realización del diseño. Cementerios paisajísticos, como los cementerios de Mount Aurbun (Cambridge) o el de Green-Wood (Brooklyn), fueron un ejemplo de paisajes idílicos y naturalistas. La innovación más influyente en el diseño de Central Park fue que había caminos distintos para peatones, carruajes de caballos y otros vehículos. El tráfico comercial fue completamente ocultado y redirigido a calzadas hundidas, rodeadas de densos arbustos, para no alterar la impresión rústica del parque. El Greensward Plan contenía la construcción de aproximadamente 36 puentes, todos ellos diseñados por Vaux, cada uno diferente del otro, utilizando como materiales granito y esquisto de mica, con encajes de hierro de estilo neogótico.
Antes de comenzar su construcción, se tuvo que desalojar a todas las personas que vivían en el futuro emplazamiento del parque, de las cuales la mayor parte eran afroamericanos libres e inmigrantes de origen alemán o irlandés. En su mayoría vivían en pequeños pueblos situados en Manhattan, como Seneca Village, Harsenville, el Distrito Piggery y el Convento de las Hermanas de la Caridad. Los aproximadamente 1600 residentes de clase trabajadora que ocupaban el área en aquella época fueron desahuciados, conforme a la regla de expropiación, durante 1857, y Seneca Village y parte de otras comunidades fueron derribadas para la construcción del parque.
Durante la construcción del parque, Olmsted estuvo constantemente confrontado con los comisionados de parque, la mayoría de los cuales había sido designada por el ayuntamiento de la ciudad. En 1860, Olmsted fue despojado de su cargo de superintendente de Central Park y fue sustituido por Andrew Haswell Green, el expresidente de la Junta de Educación de Nueva York. A pesar de que Haswell tenía relativamente poca experiencia, consiguió agilizar la construcción y ultimar las negociaciones para la compra de 0,26 km² adicionales situados en el extremo norte del parque, entre la 106th Street y la 110th Street, que fueron utilizados para construir el Harlem Meer, una laguna.

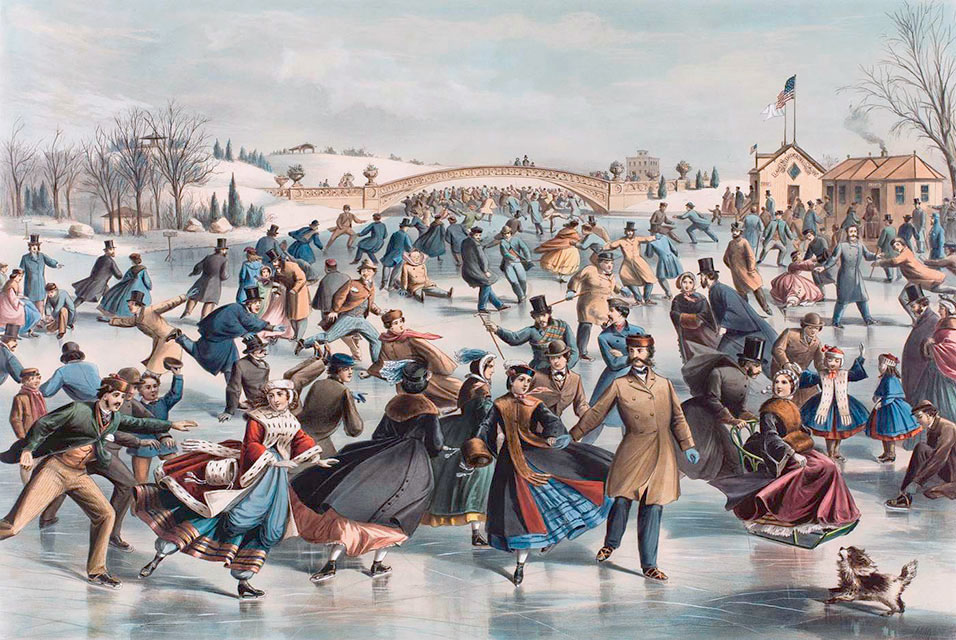
Pintura del Central Park en invierno

Entre 1858 y 1873, la construcción del parque había avanzado notablemente y la mayor parte de las barreras iniciales habían sido sobrepasadas. Durante este período, más de 14 000 m³ de tierra fueron transportados desde Nueva Jersey porque el terreno original no tenía la calidad suficiente como para albergar los numerosos árboles, arbustos y plantas que el Greensward Plan tenía previstos. Cuando el parque fue oficialmente finalizado en 1873, más de diez millones de carretas de material, incluyendo la tierra y rocas que debían ser quitadas del área a mano, habían sido transportadas por el parque, incluyendo más de cuatro millones de árboles, arbustos y plantas que representaban las aproximadamente 1500 especies que hoy en día se pueden contemplar en el parque.

### Principios delsigloXX

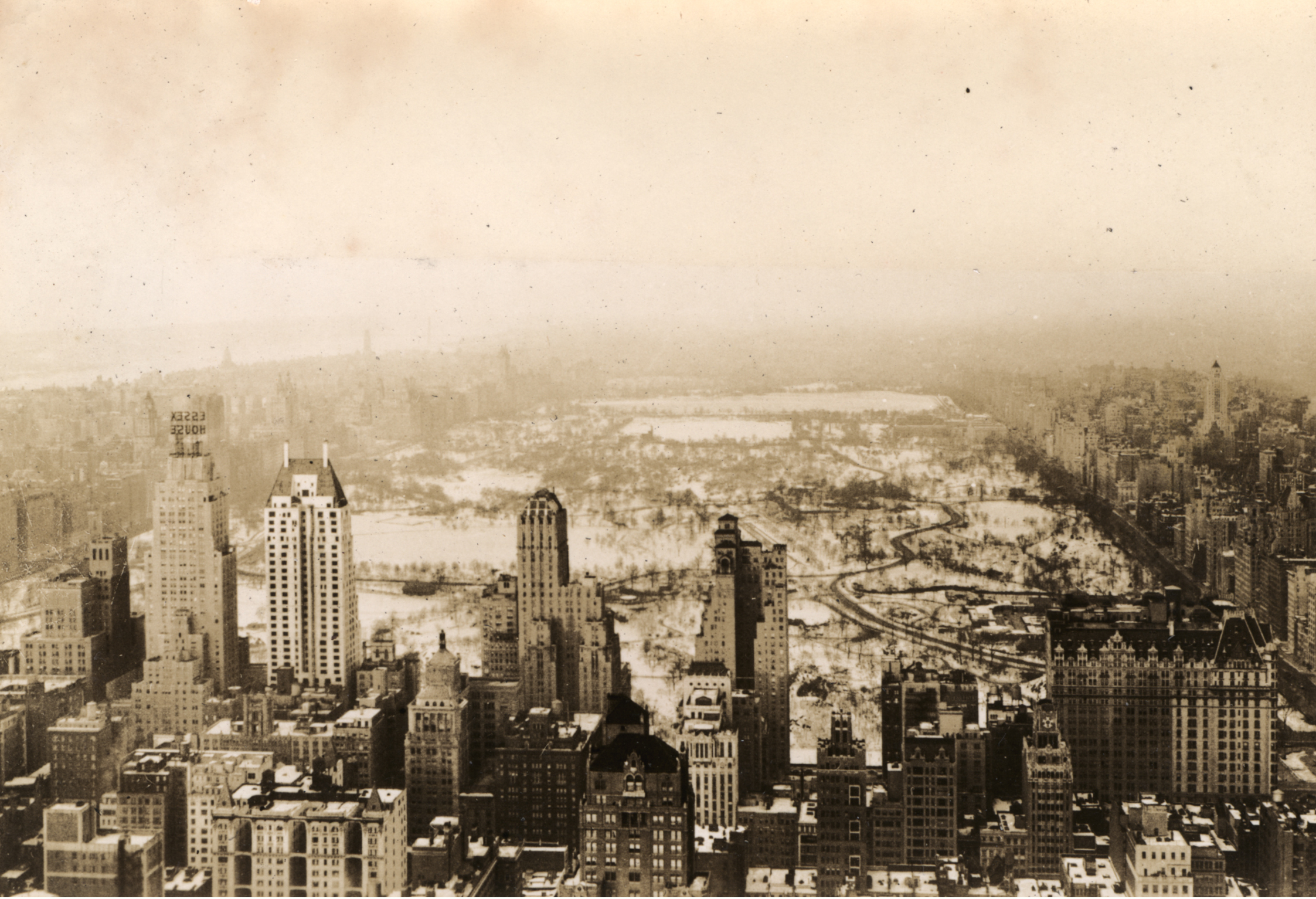
Vista de Central Park desde el Rockefeller Center en 1935

Tras su apertura, el parque lentamente se fue degradando. Uno de los principales motivos para ello fue el desinterés mostrado por el Tammany Hall, el clientelismo político, que era la mayor fuerza política de la Nueva York de entonces.
Con el cambio de siglo, el parque afrontó varios nuevos retos. El automóvil había sido inventado no hace mucho tiempo y, por lo tanto, era mucho más contaminante, lo que perjudicaba al parque. También, la forma de pensar de la gente comenzaba a cambiar. Anteriormente los parques eran usados para pasear y hacer meriendas en un ambiente idílico, pero en aquellos momentos también eran utilizados para realizar deportes. Tras la disolución de la Comisión de Central Park en 1870, la salida de Andrew Hawsell Green del proyecto y la muerte de Vaux en 1895, el esfuerzo por mantener el parque fue disminuyendo gradualmente, y había pocas o ningunas tentativas de sustituir los árboles, arbustos y plantas muertos o el césped desgastado. Durante varias décadas, las autoridades hicieron poco o nada para prevenir el vandalismo y limpiar el parque.

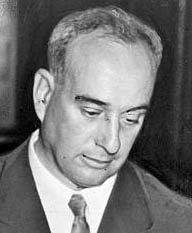
Robert Moses.

Todo esto cambió en 1934, cuando Fiorello LaGuardia fue elegido alcalde de Nueva York y unificó los cinco departamentos entonces existentes relacionados con el parque, y ordenó al renombrado urbanista Robert Moses reorganizar el parque.
El historiador Robert Caro escribió que Moses encontró Central Park hecho una ruina cuyos «céspedes, insembrados, eran extensiones de tierra desnudas, decorados con los parches desordenados de hierba e hierbajos, que se convierten en agujeros de polvo con el tiempo seco y agujeros de fango con el húmedo... El hermoso parque aparentaba la escena de la mañana siguiente a una fiesta salvaje. Los bancos estaban volcados, y sus patas apuntaban al cielo.»
En sólo un año Moses logró reorganizar Central Park, además de otros parques de Nueva York; el césped y las flores fueron replantados, árboles y arbustos muertos fueron sustituidos y los puentes fueron reparados. También se realizaron variaciones en el diseño y la construcción originales; por ejemplo, el Croton Lower Reservoir fue reemplazado por el Great Lawn, un gran prado. La intención del Greensward Plan, que era la de crear un paisaje idílico, fue combinada con la visión de Moses de un parque para ser usado con objetivos lúdicos. Por ello se construyeron diecinueve patios y doce campos de fútbol y balonmano. Moses también logró asegurar fondos del programa New Deal, así como donaciones públicas, asegurando de esta forma que el parque tuviera un nuevo aspecto.

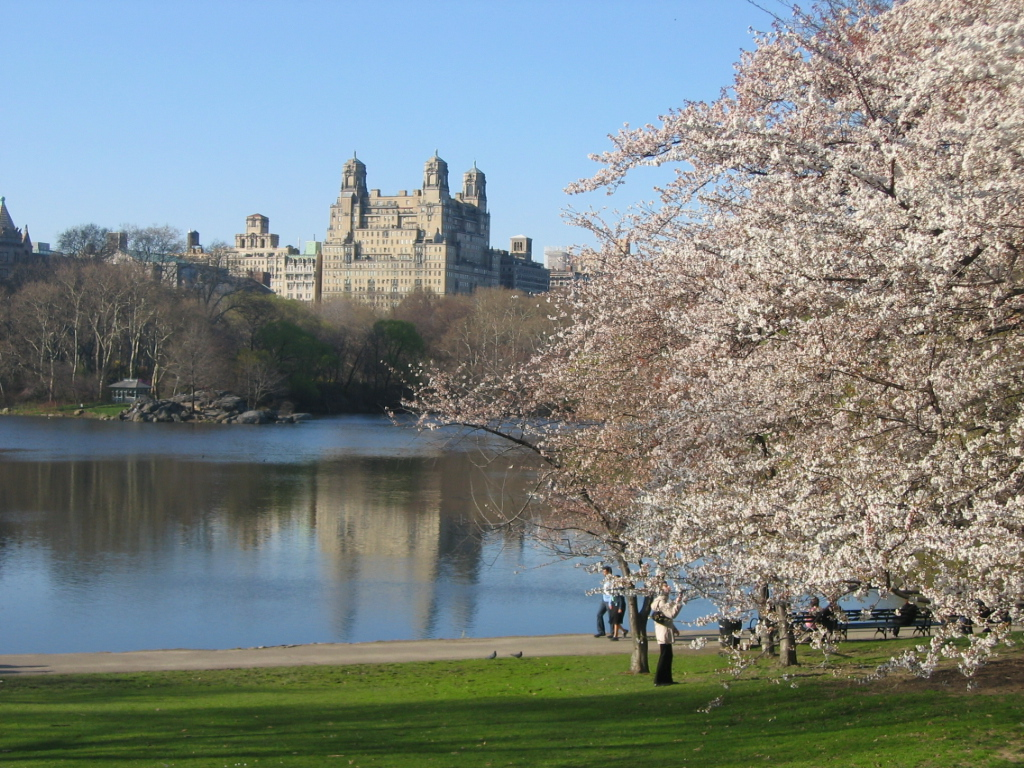
Vista de The Lake (El Lago) con el edificio Beresford al fondo.

### 1960-1980
Los años 1960 marcaron el comienzo de una era de acontecimientos en Central Park que reflejó las extendidas tendencias culturales y políticas de la época. El festival anual de teatro público, Shakespeare in the Park, fue realizado por primera vez en 1962. Este evento es visto gratuitamente cada verano por unas 80 000 personas. Muchos actores famosos hoy en día actuaron en este festival al principio de sus carreras: Linda Ronstadt, George C. Scott, Kevin Kline, Blythe Danner, Denzel Washington, Richard Dreyfuss, Gregory Hines, Raúl Juliá, Glenn Close, Al Pacino y Michelle Pfeiffer, entre otros.
El 23 de mayo de 1963 Central Park fue declarado Lugar Histórico Nacional de los Estados Unidos, es decir que pasó a ser considerado oficialmente como un lugar de interés histórico de dicho país.

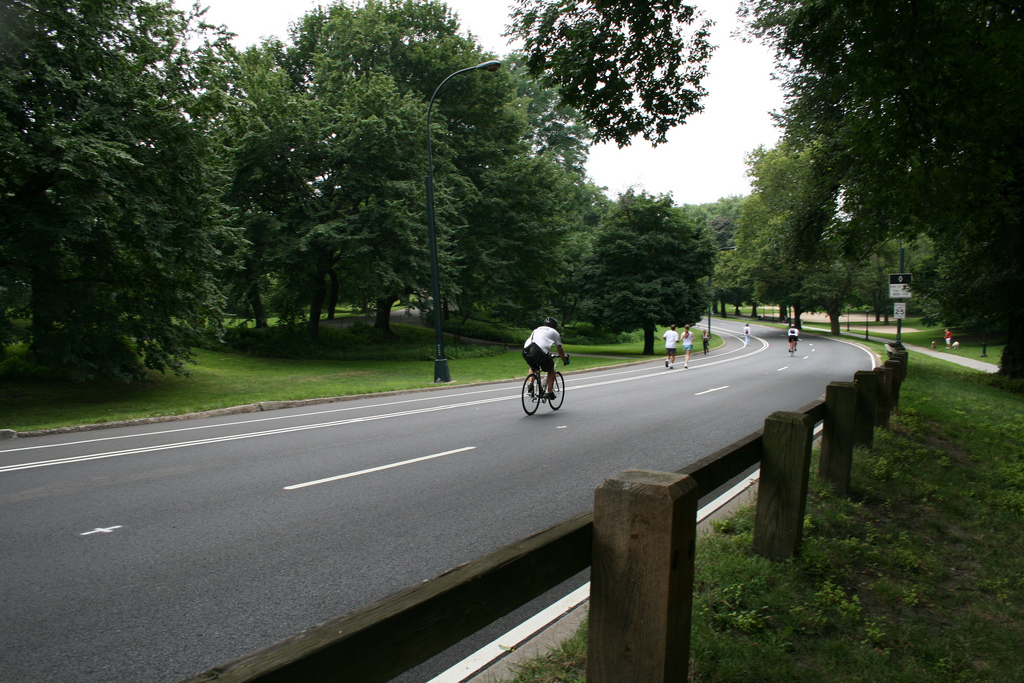
Las avenidas norte a sur permanecen cerradas los fines de semana y días festivos.

En el verano de 1966, John V. Lindsay, alcalde de Nueva York por dos mandatos (1966-73), él mismo un ávido ciclista, inició una prohibición de automóviles los fines de semana en el Parque Central para el disfrute de los ciclistas y público por igual - una política que se ha mantenido hasta nuestros días.
A mediados de los años 1970, la crisis fiscal y social de Nueva York había contribuido a una severa negligencia en la gestión que transformó los céspedes y prados de Central Park, aceleró el deterioro de sus infraestructuras y arquitectura, y dio paso a una época de vandalismo y actividades ilícitas.
Varios grupos de ciudadanos surgieron para financiar el parque y organizar iniciativas de voluntariado. Uno de estos grupos, el Central Park Community Fund, encargó un estudio a la dirección del parque, lo que condujo a la petición del establecimiento de una oficina, dentro del Departamento de Parques, que fuese la responsable de supervisar la planificación y dirección de Central Park, y que vigilara el vandalismo. La administración de Ed Koch estudió la petición, y en 1979, el comisionado del parque, Gordon Davis, estableció la Oficina de Administración de Central Park, dando el cargo de directora ejecutiva a una organización ciudadana, la Central Park Task Force. La Central Park Conservancy fue fundada al año siguiente para apoyar a la oficina y a las iniciativas del administrador, y elegía a ciudadanos que trabajaban como fideicomisarios bajo el mando del Comisionado de Parques, del administrador de Central Park, y de personas asignadas por el alcalde.

### 1980-actualidad

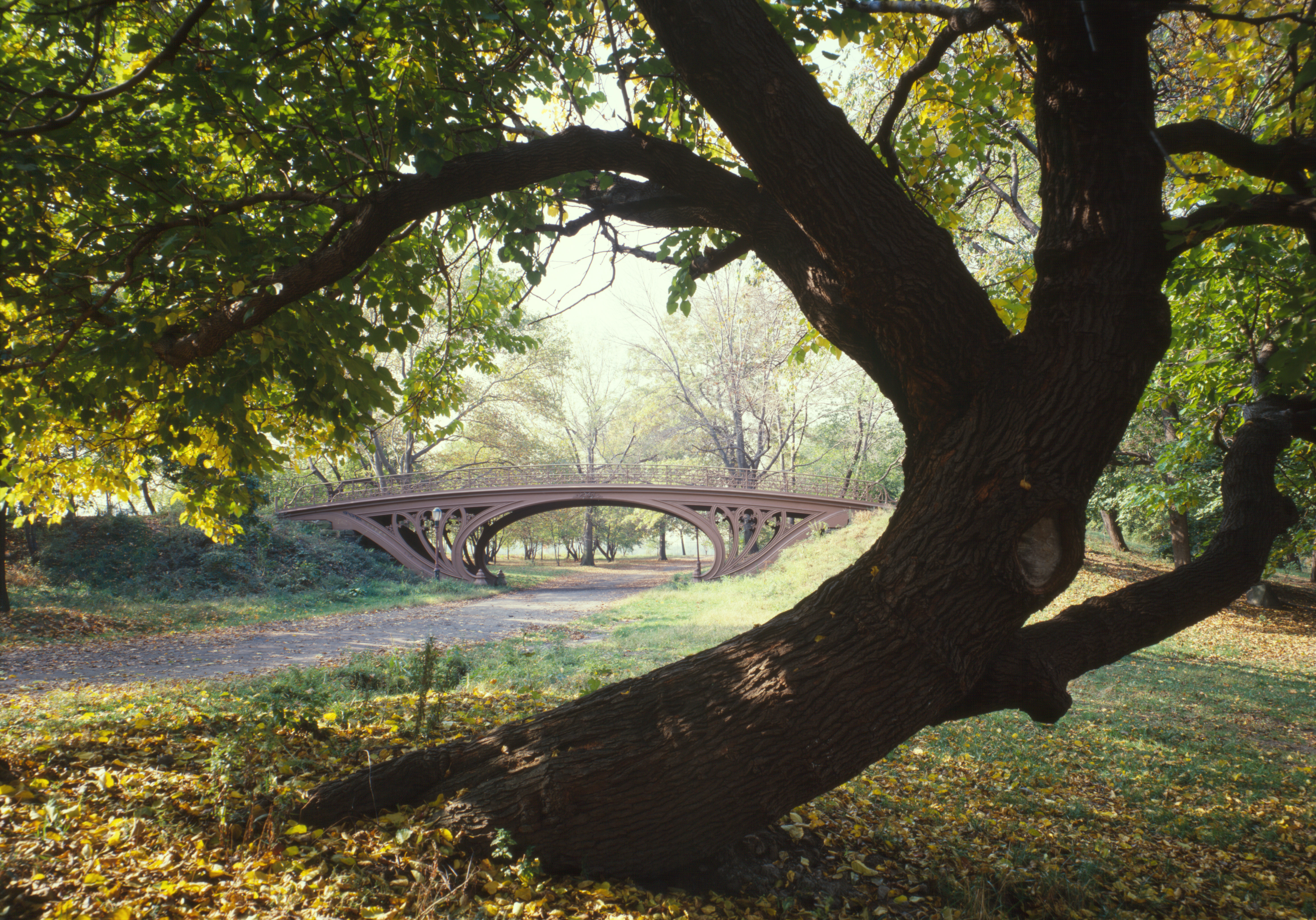
Uno de los puentes del parque; no hay dos iguales.
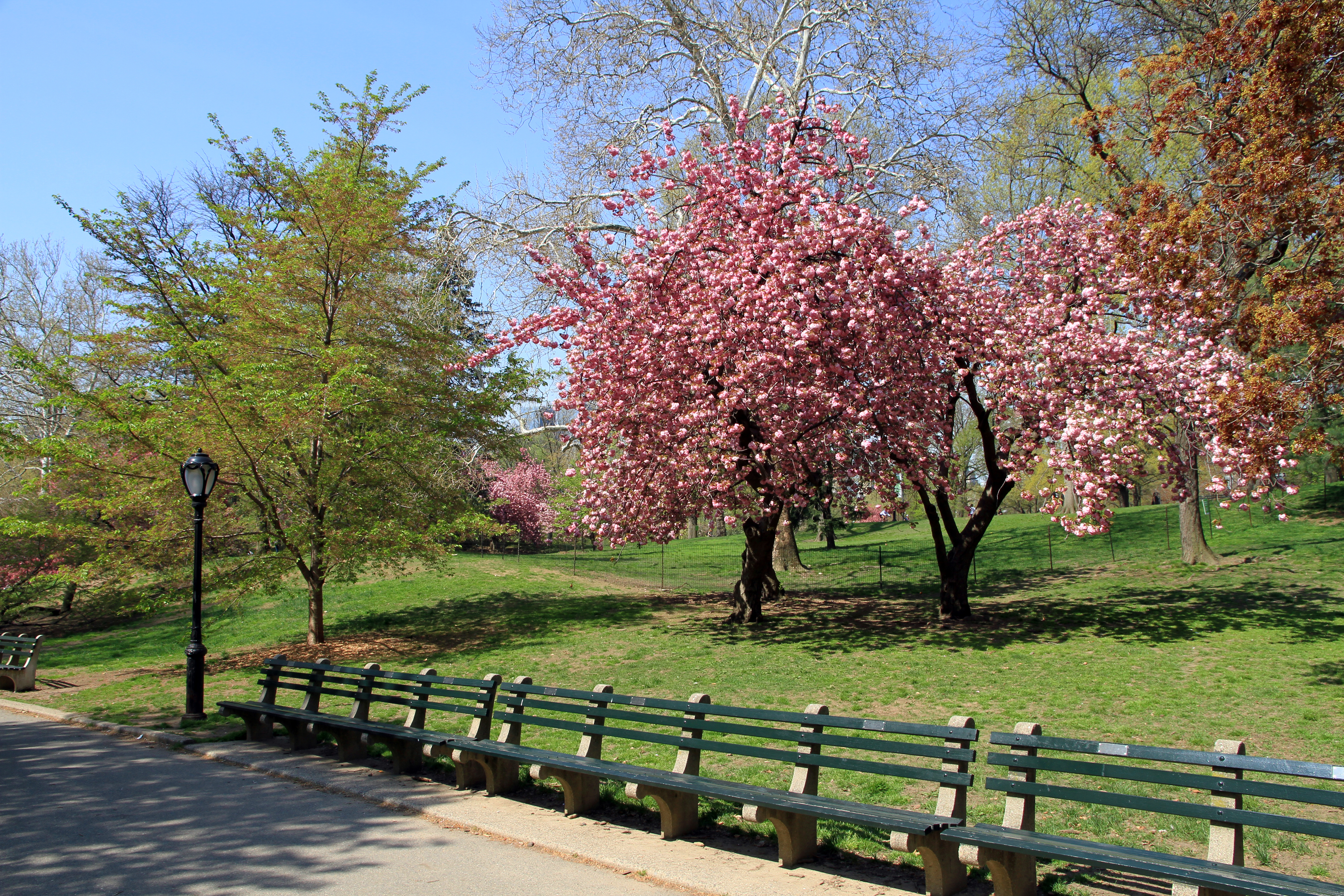
Bancos del parque.
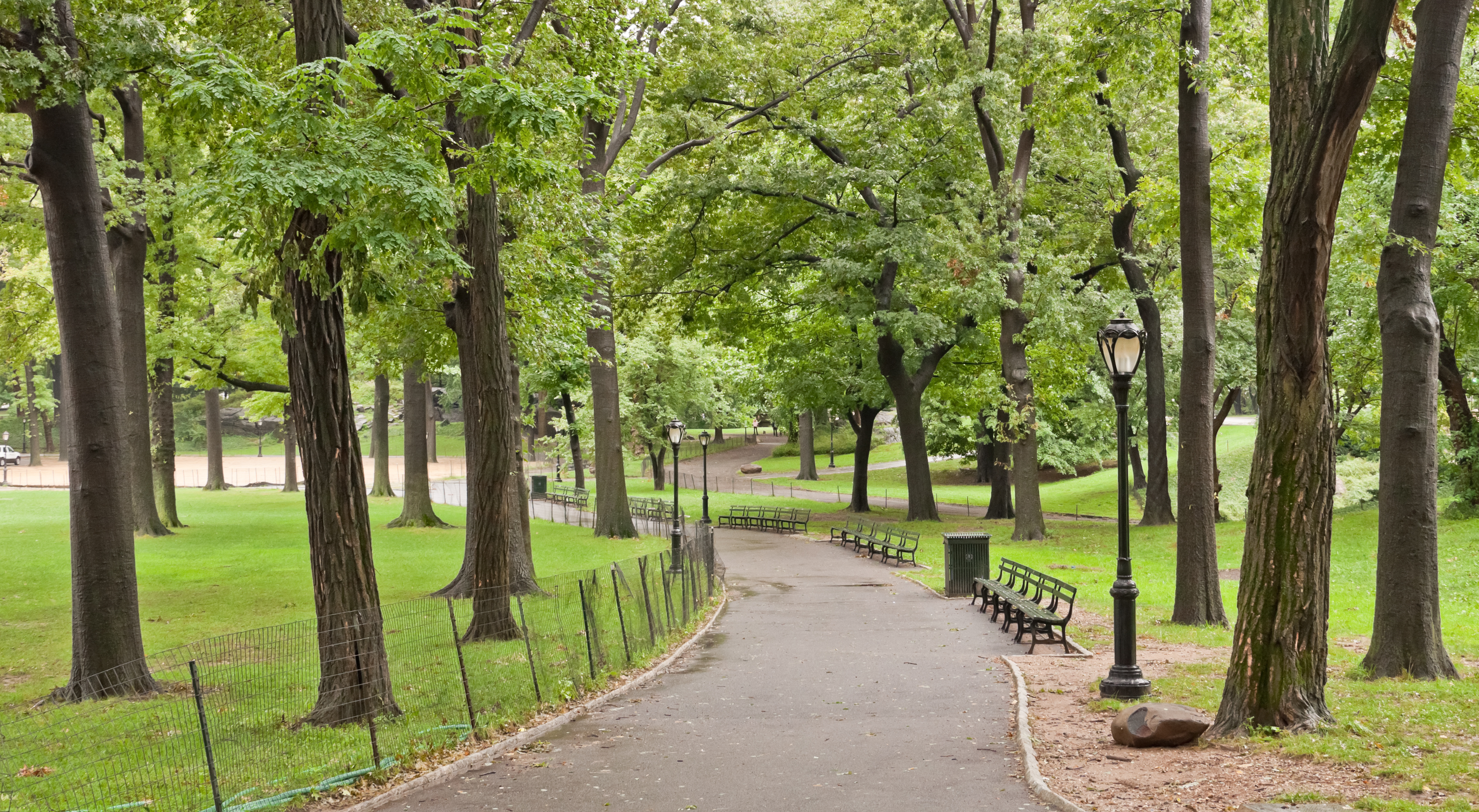
Uno de los senderos.
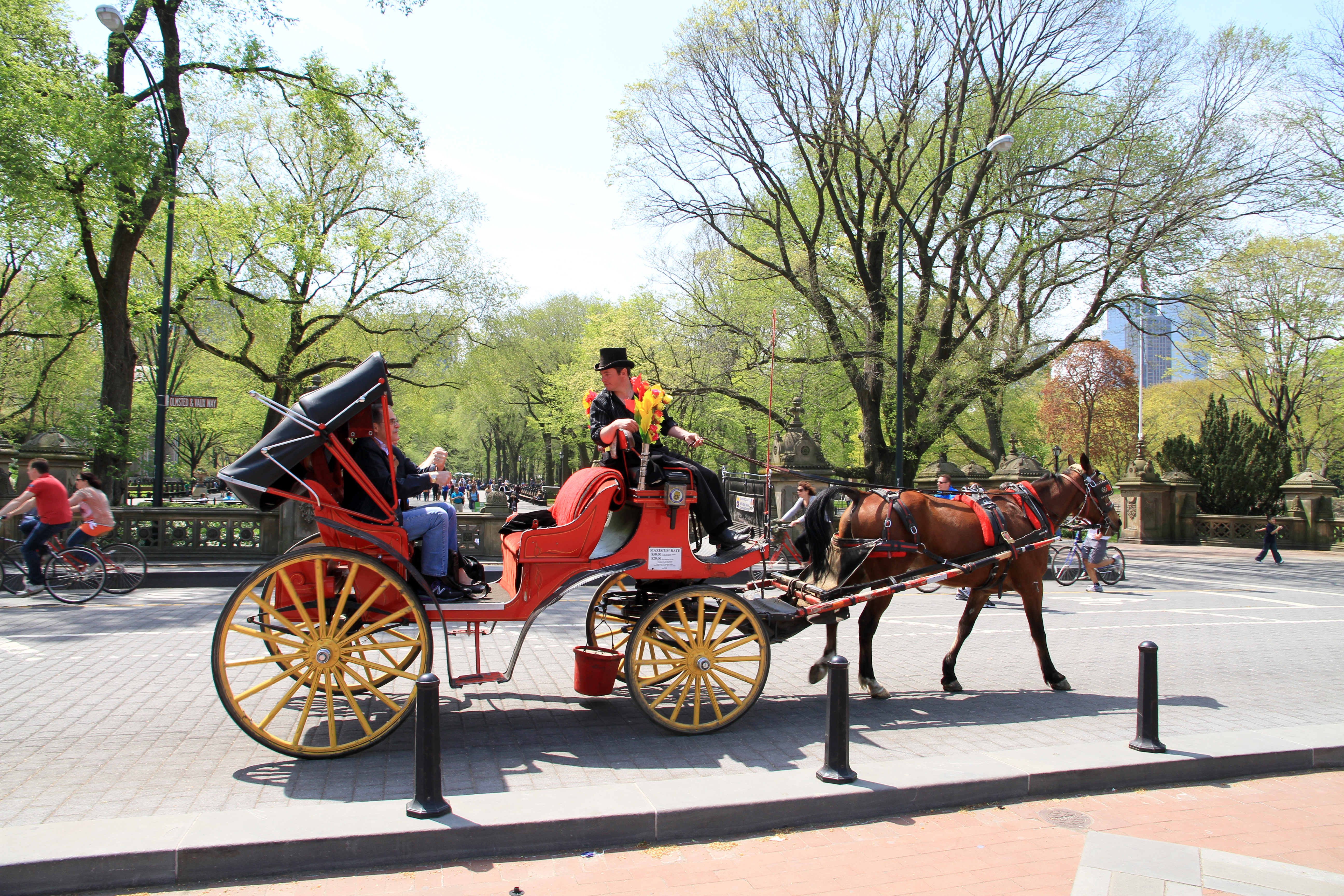
Calesa turística de caballos.

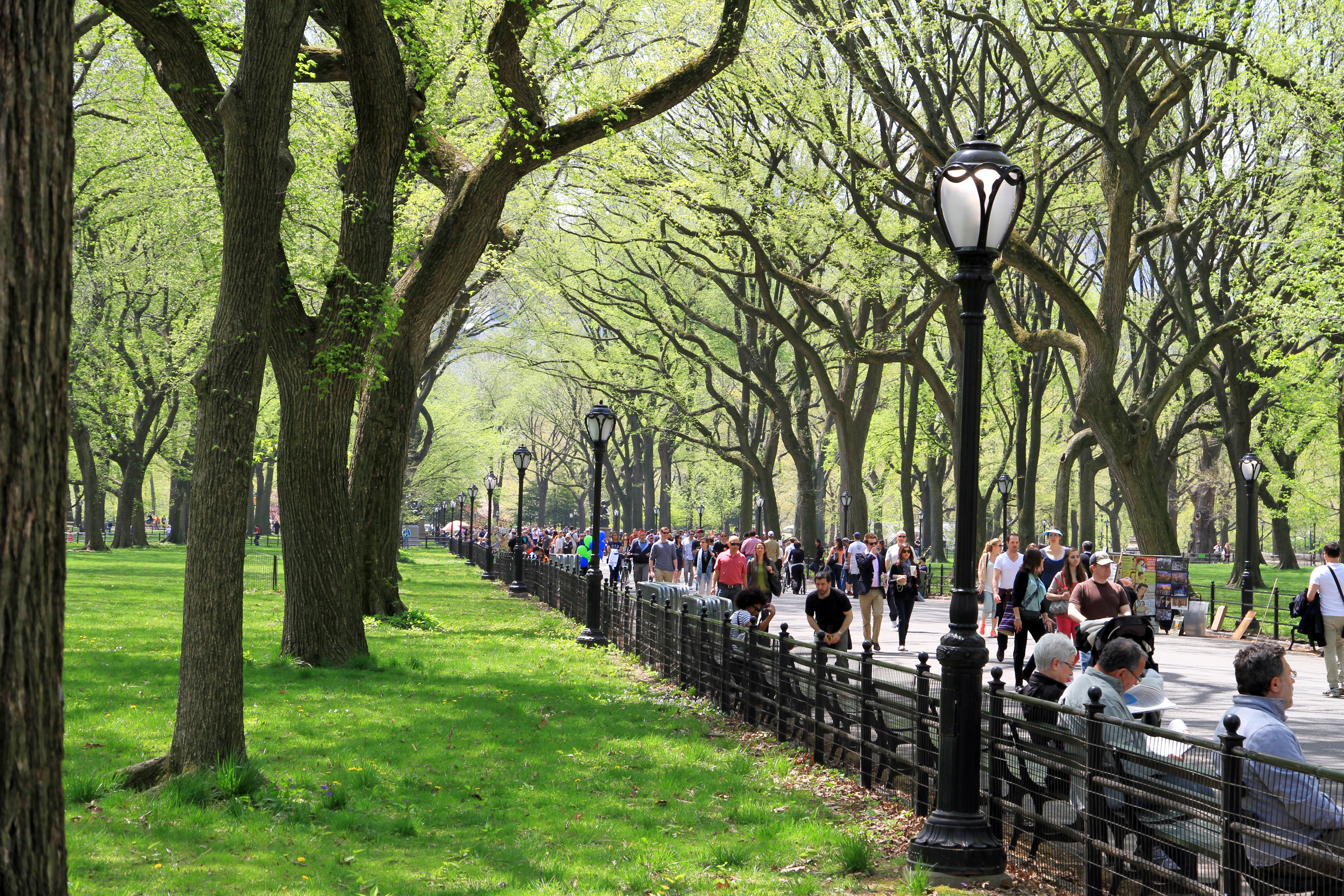
The Mall.
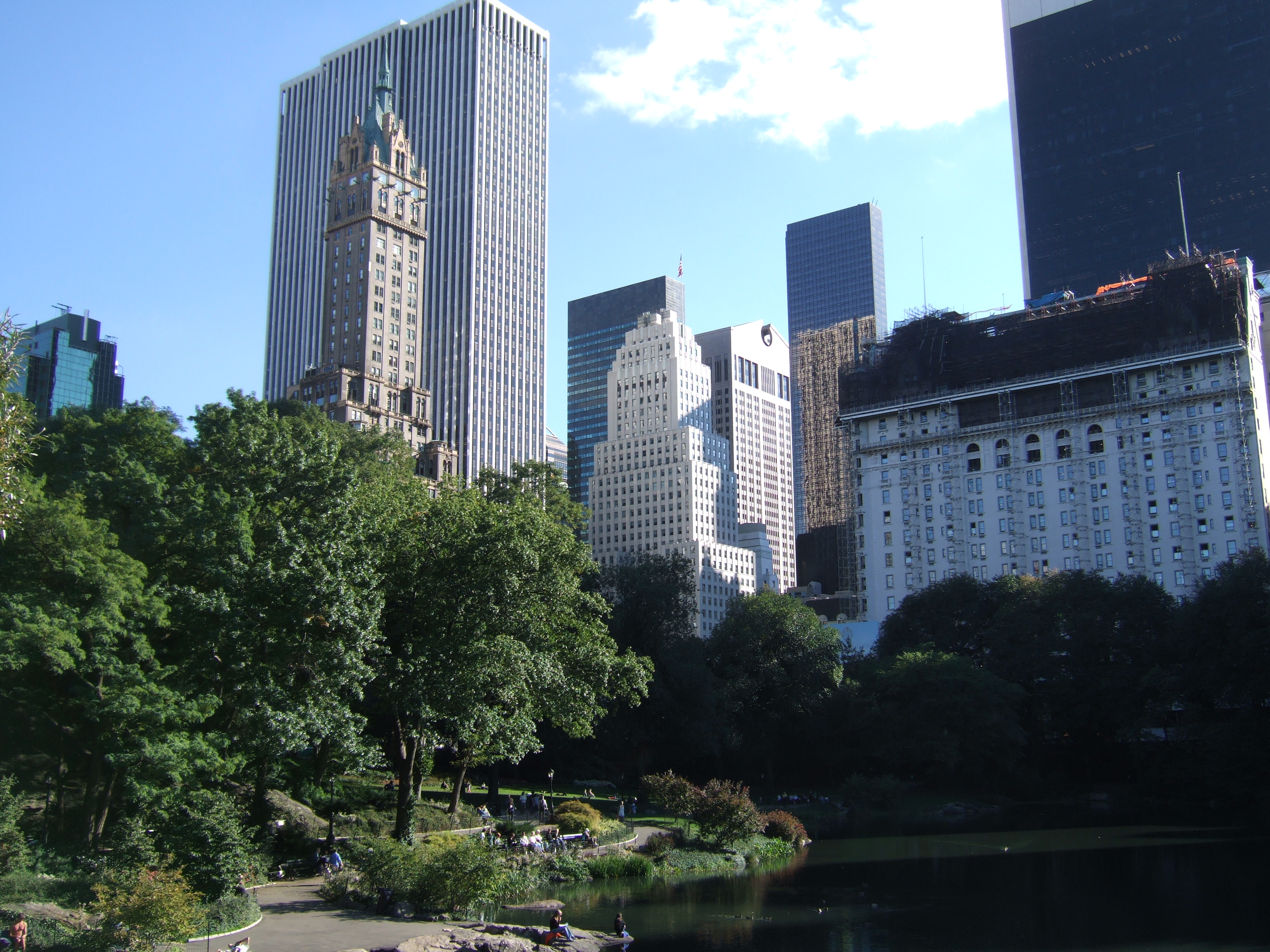
Vista del Central Park.
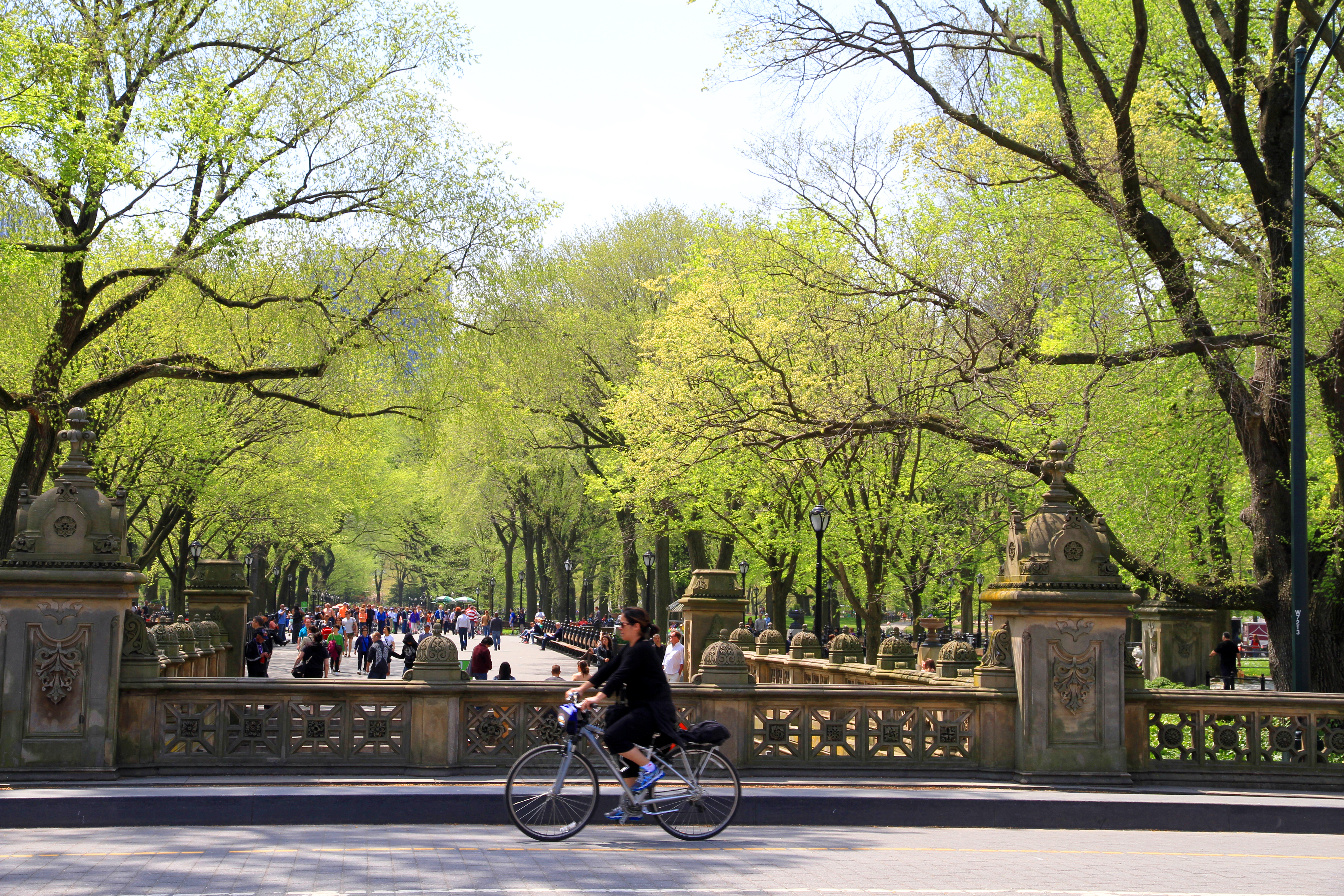
The Mall.
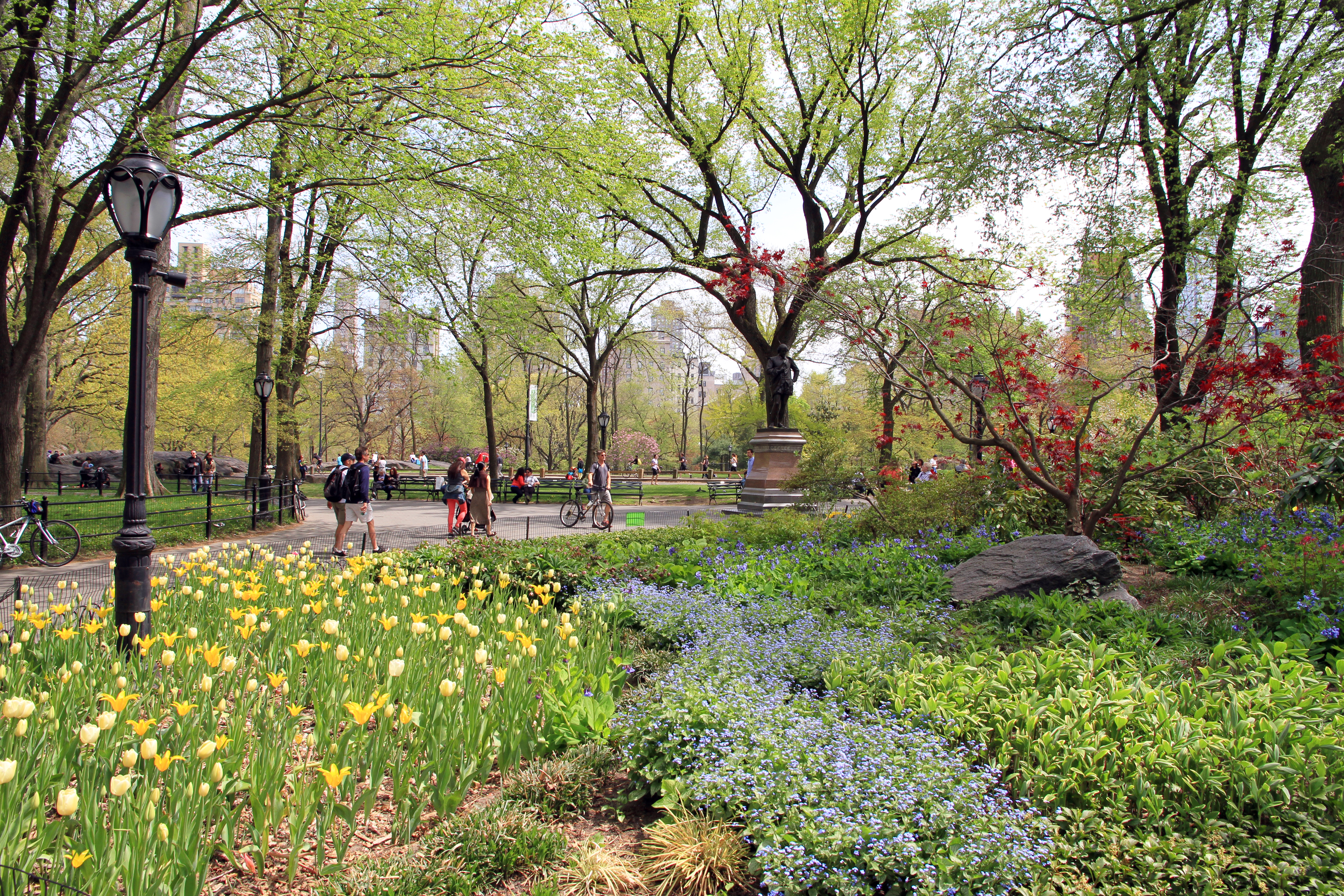
The Mall.

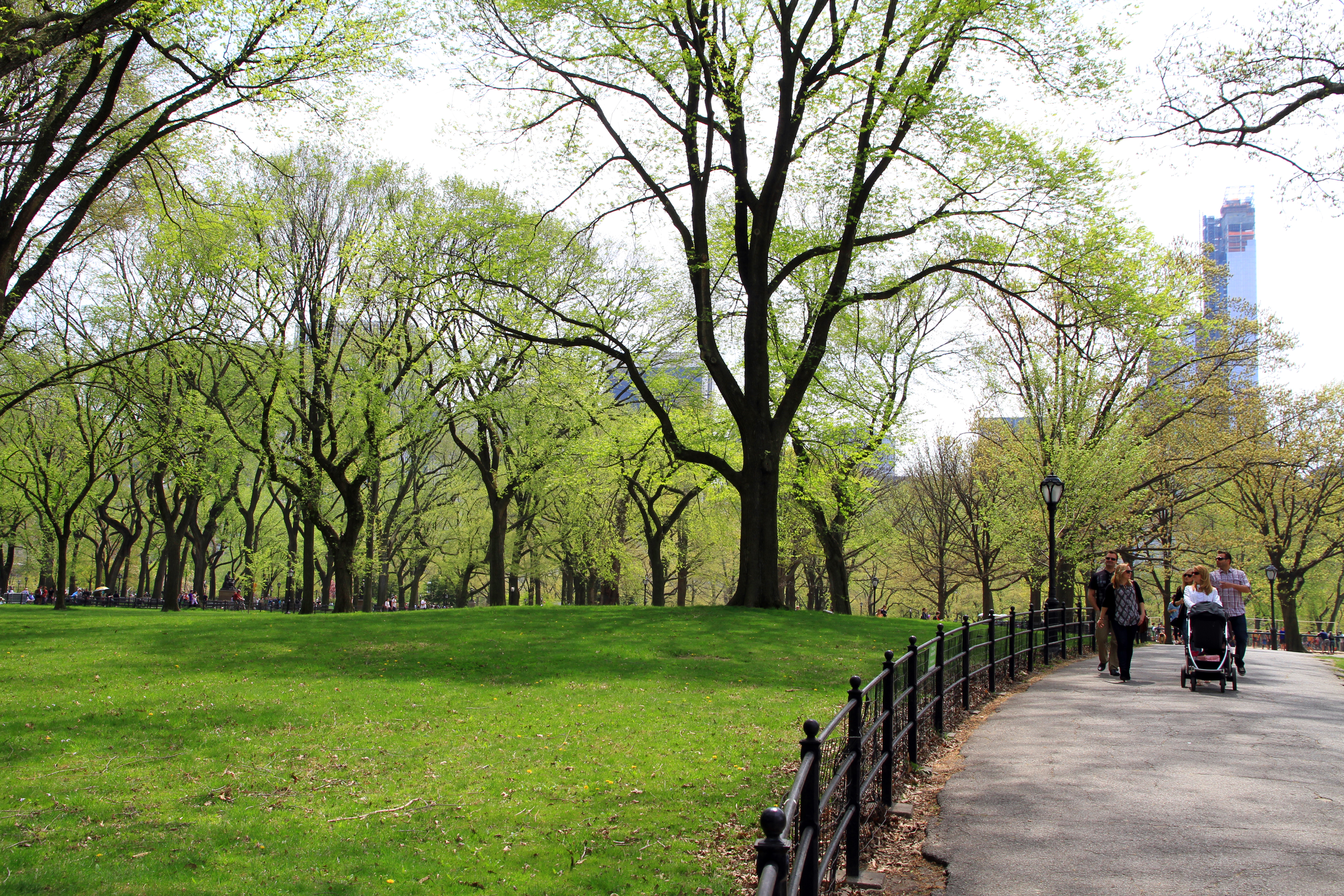
The Mall.

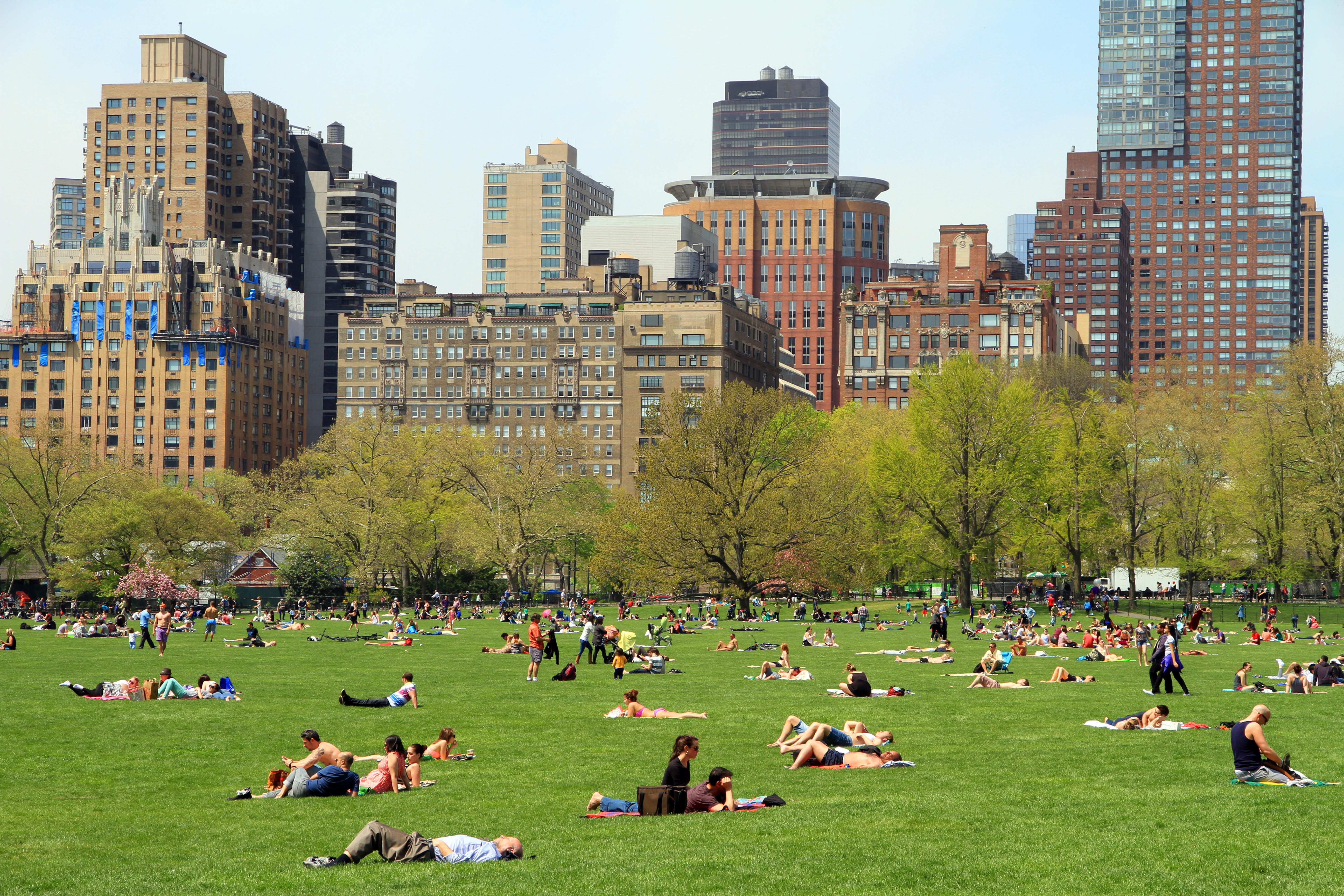
Sheep Meadow.

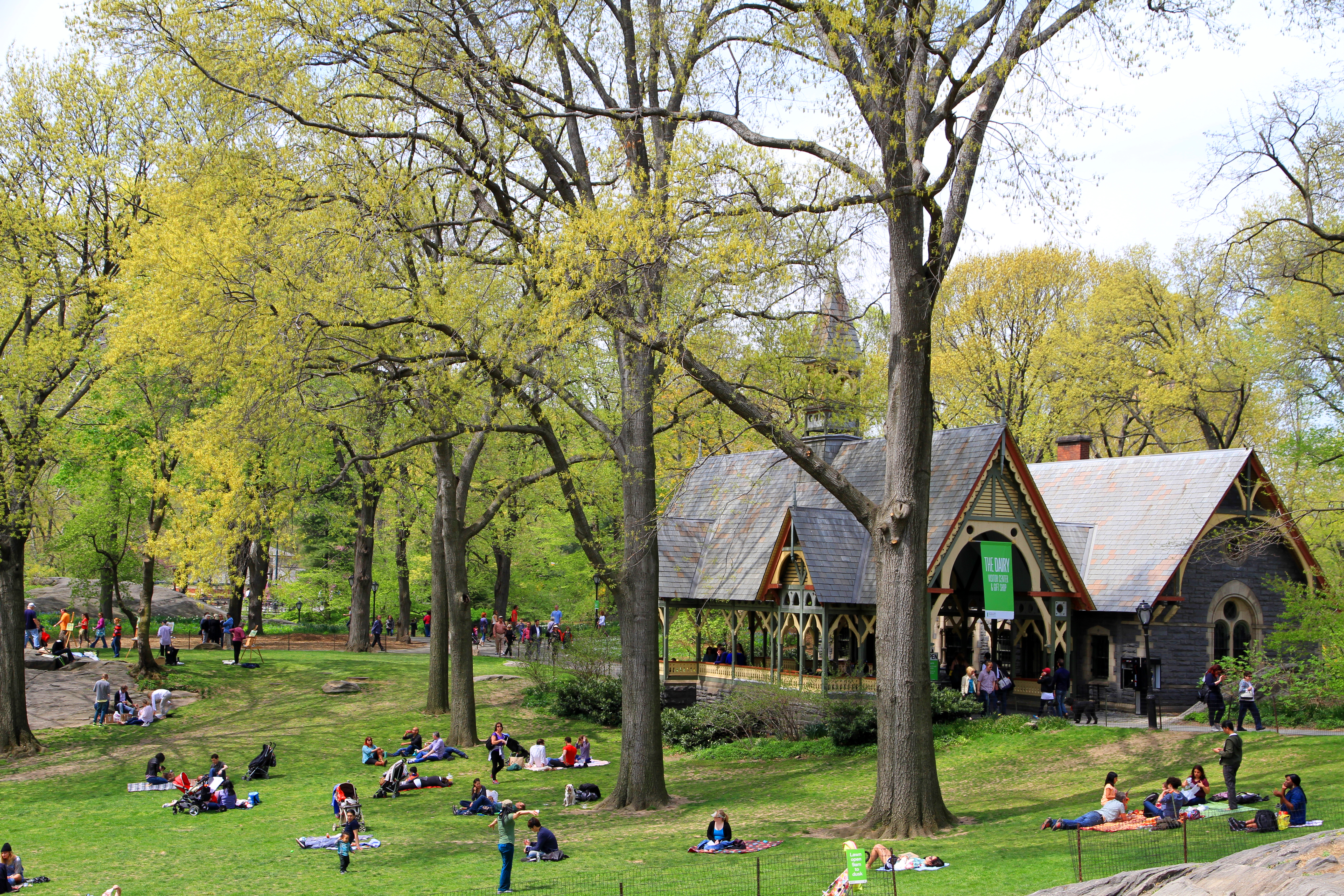
The Dairy.

Desde los años 1960, hubo una campaña para restaurar los paseos del parque a su estado original, sin coches. Durante años, el número de horas sin coche ha aumentado, aunque actualmente el Ministerio de transporte de la Ciudad de Nueva York se opone a un cierre total.
La transformación del parque, bajo el mando de la Central Park Conservancy, comenzó con unos primeros pasos modestos pero sumamente significativos, para su restauración. Estos incluyeron el establecimiento un pequeño personal de restauración para reconstruir y reparar estructuras, emprender proyectos hortícolas y quitar las pintadas.
A principios de los años 1980 la Central Park Conservancy fue contratada para realizar el diseño y la planificación de una restauración a largo plazo. A partir de este trabajo, la Conservancy pasó a dirigir varios proyectos de restauración financiados por el ayuntamiento de Nueva York, al mismo tiempo que preparaba un plan para reconstruir el parque. Con la finalización de este plan en 1985, la Conservancy lanzó su primera gran campaña, con la que asumió la responsabilidad de financiar la restauración del parque, y la responsabilidad completa de diseñar, dirigir, y supervisar todos los grandes proyectos realizados en él.
La restauración de Central Park ha ido acompañada de una crucial transformación de su dirección. Cuando la Central Park Conservancy comenzó la reconstrucción del parque a mediados de los años 1980, ésta contrató al personal necesario para mantener las zonas restauradas; y como el ayuntamiento de la ciudad realizó grandes reducciones presupuestarias a principios de los años 1990, entró en una confrontación con personal del Departamento de Parques de Nueva York, responsable del mantenimiento ordinario del parque. Por ello la Central Park Conservancy comenzó a contratar nuevo personal para sustituir a estos trabajadores. Hasta 2008, la Conservancy ha invertido aproximadamente 450 millones de dólares estadounidenses en la restauración y dirección del parque; la organización en este momento contribuye en un 85 % del presupuesto anual de operaciones de Central Park, lo que es un total de 27 millones de dólares.
Los permisos para celebrar manifestaciones en Central Park han sido cada vez más difíciles de conseguir. En 2004, la organización United for Peace and Justice (Unidos por la Paz y la Justicia en español) quiso celebrar un acto en el Great Lawn durante la Convención Nacional Republicana, en oposición contra la continuada ocupación de Irak. La ciudad denegó a la UFPJ el permiso, declarando que tal reunión de grandes masas dañaría la hierba, y que tal daño haría más difícil recoger donaciones privadas para mantener el parque. Los tribunales mantuvieron el rechazo.

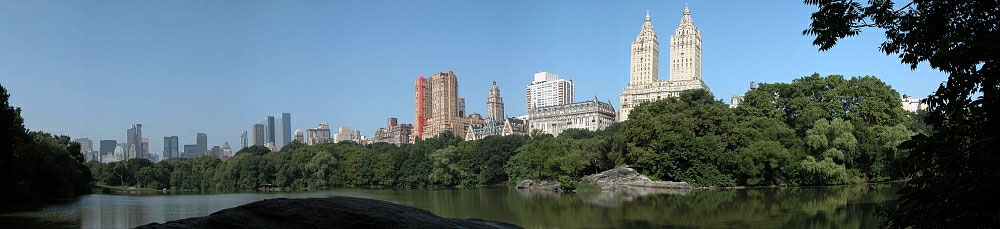
Central Park en 2004, en el fondo los rascacielos de la Upper West Side, donde se pueden ver los edificios San Remo, y Dakota.

## Partes de Central Park

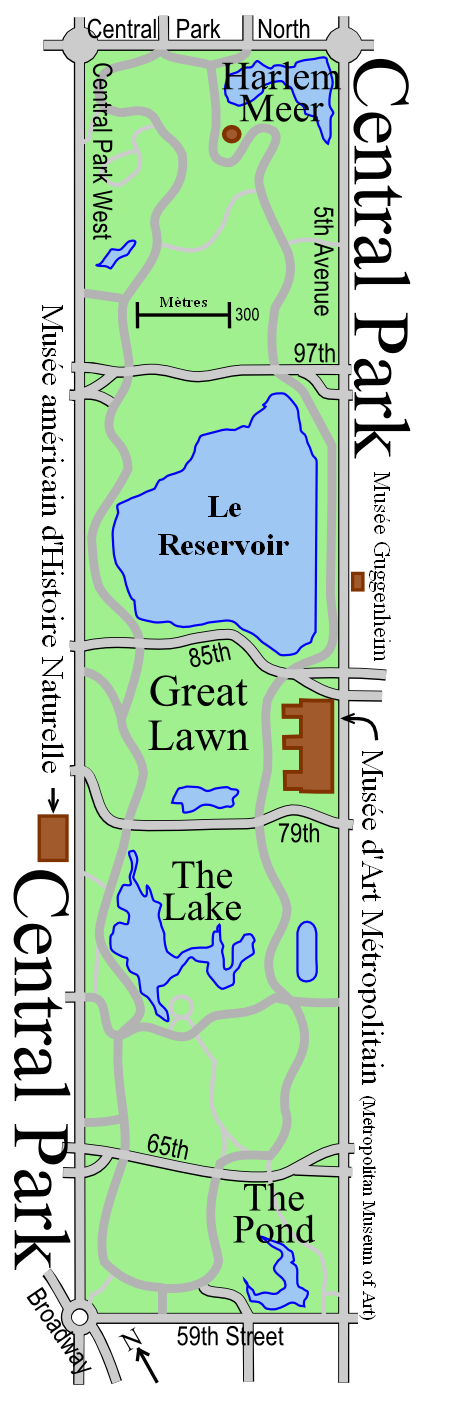
Mapa de Central Park en 2007.

### Valles

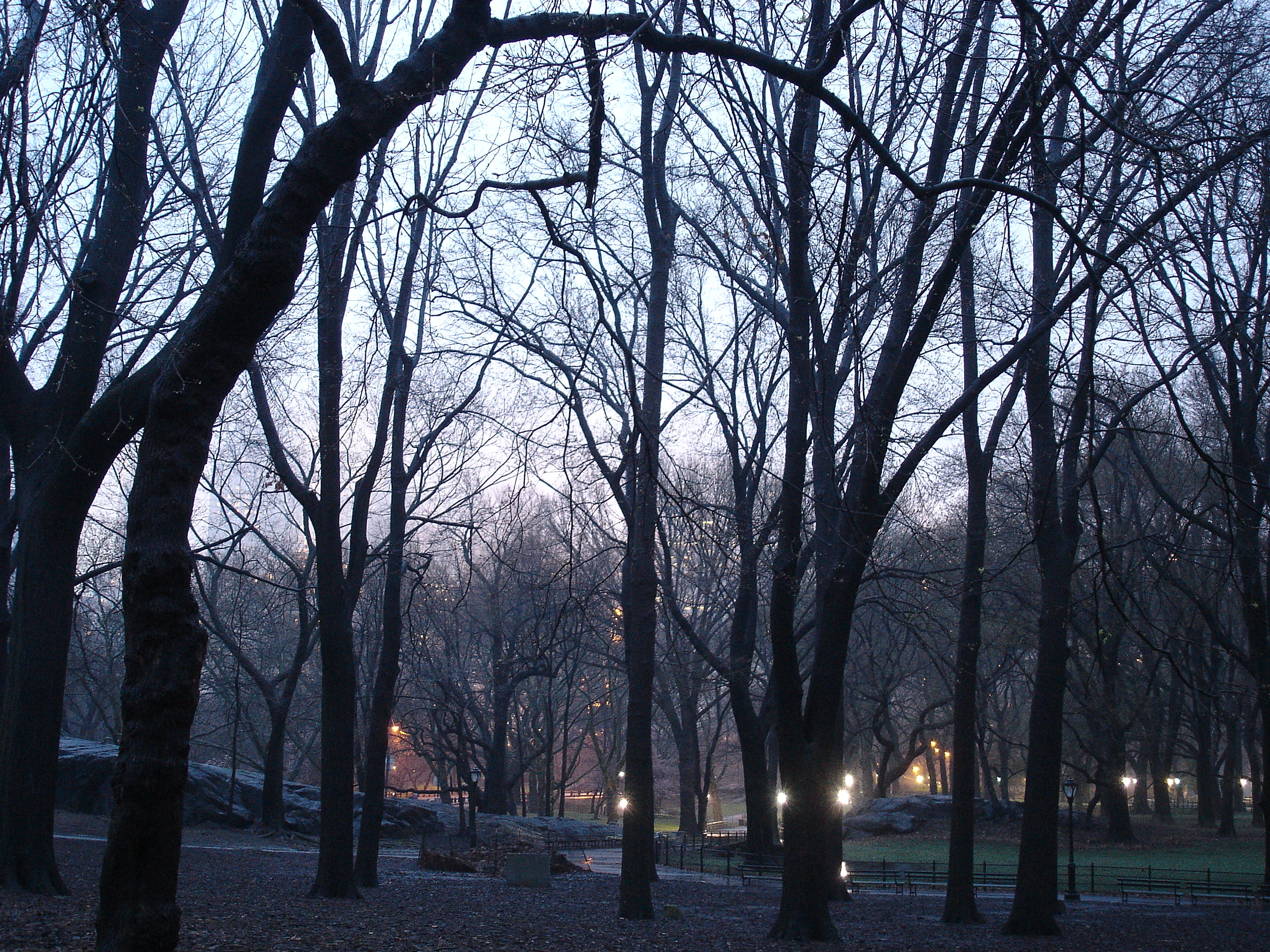
El Central Park tras el crepúsculo
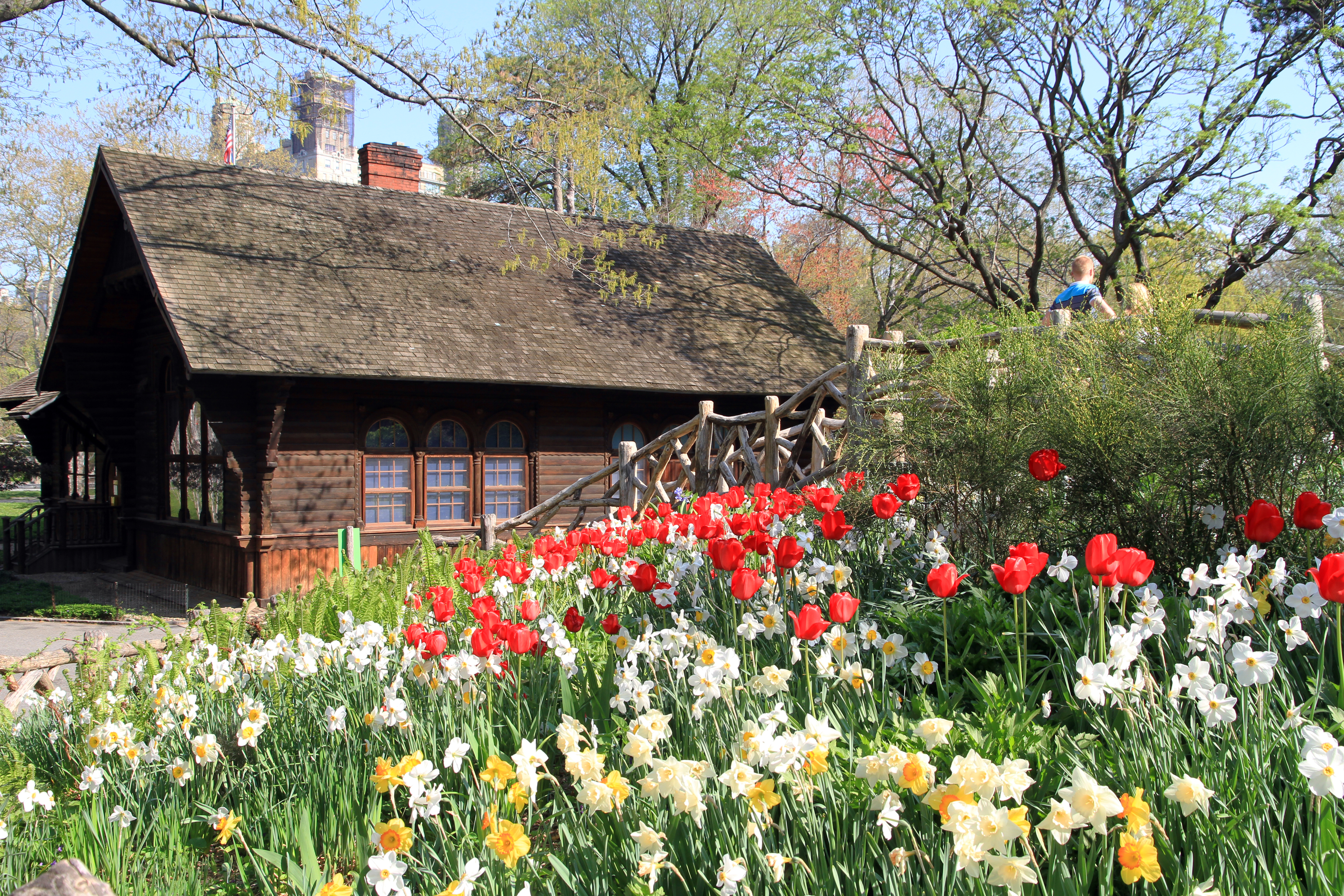
Shakespeare Garden
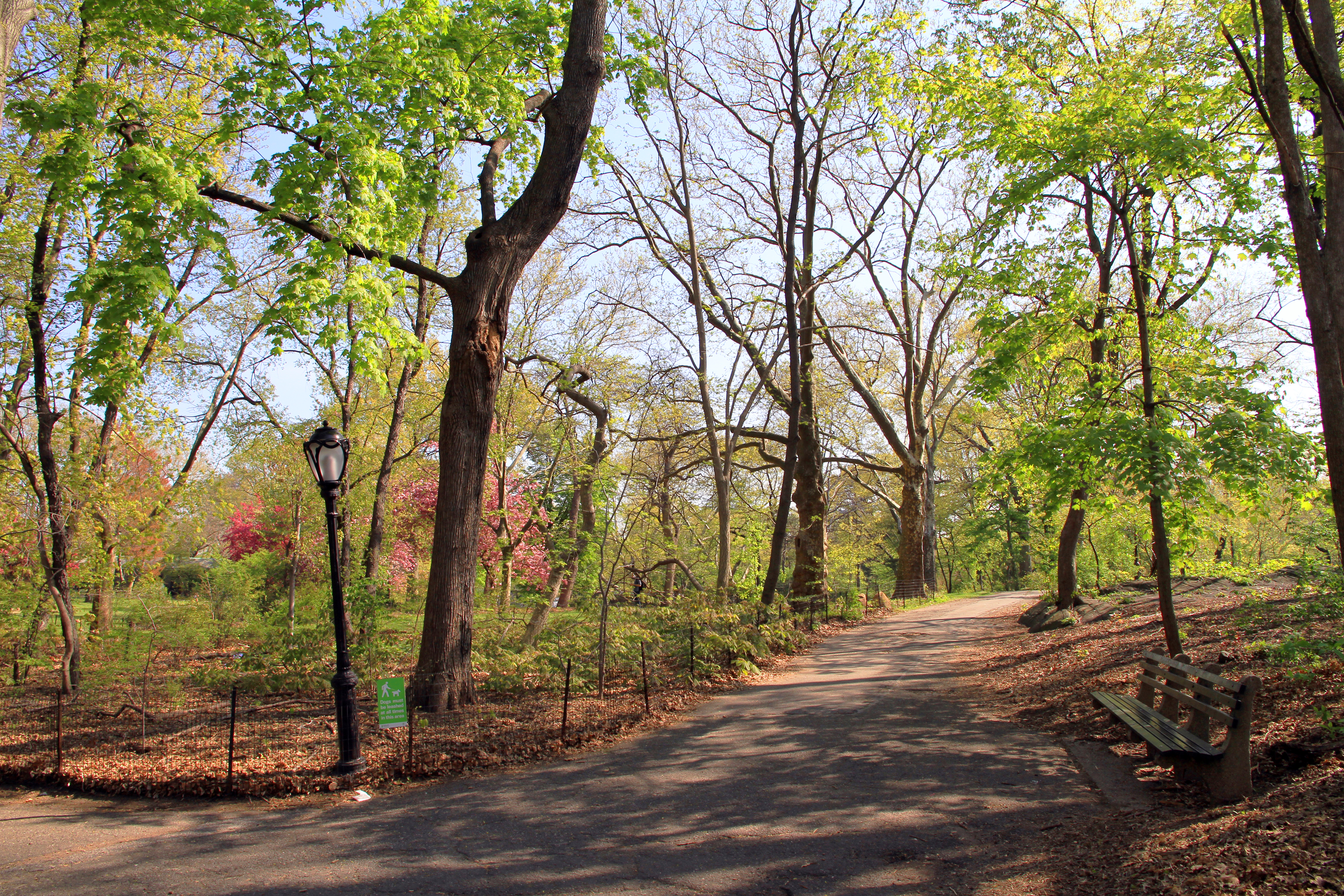
La Rambla
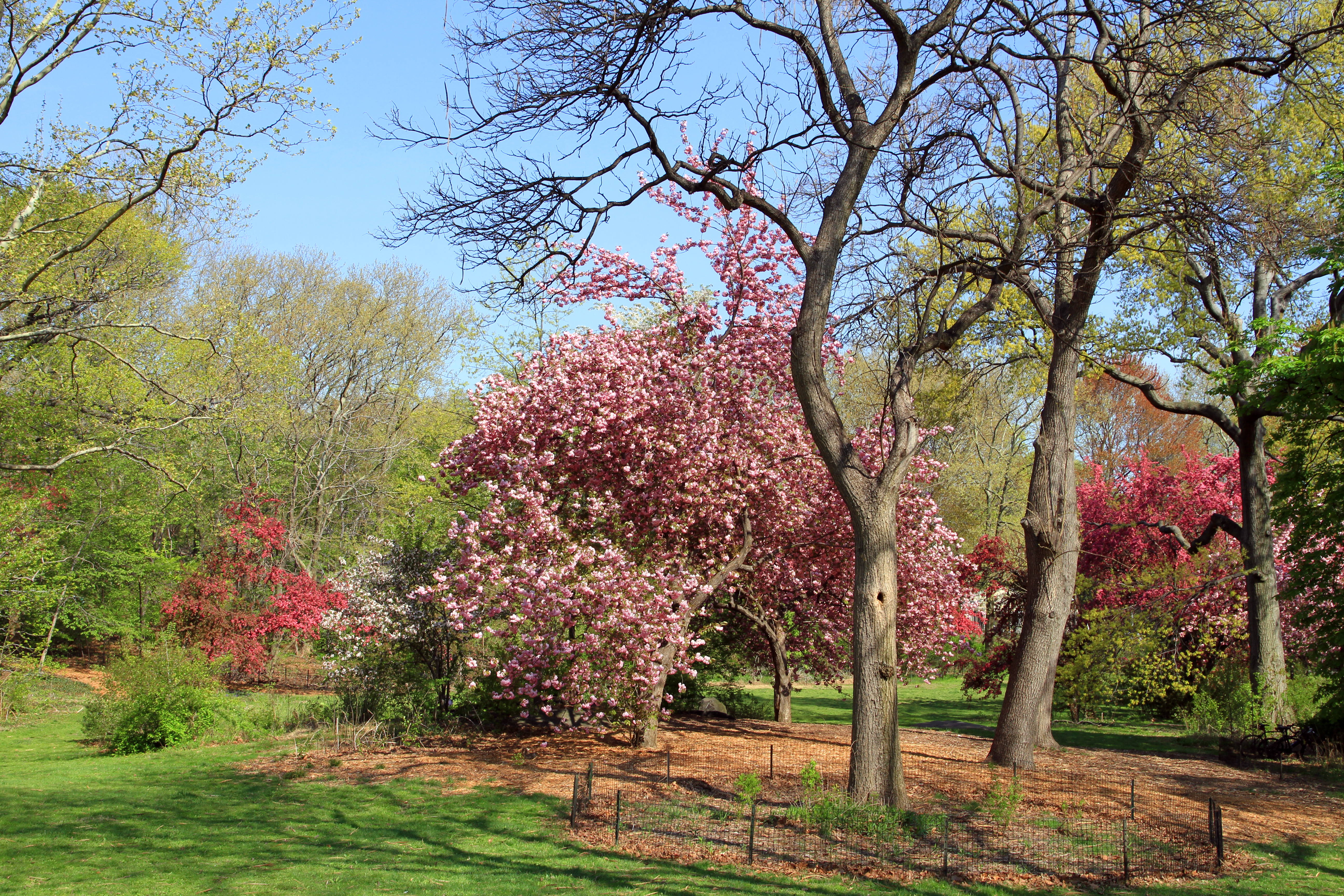
La Rambla

Central Park está formado por grandes espacios de césped, sobre los cuales los turistas y los neoyorquinos suelen acudir a pasar su tiempo libre. Además, el parque cuenta con varios jardines. El valle de césped más grande del parque es la llamada Great Lawn (literalmente gran césped), que está situada en el centro de Central Park, a la altura del Museo Metropolitano de Arte y del Museo Americano de Historia Natural, dos de los museos más célebres de la ciudad. La Great Lawn, frecuentemente fotografiada por centenares de personas, ocupa el lugar anteriormente recubierto por el Croton Reservoir, que tenía una superficie total de catorce hectáreas.
Al sudeste del parque se encuentra el Zoo de Central Park, administrado por la Wildlife Conservation Society. El Conservatory Garden es un jardín botánico que está situado al norte del parque. La entrada al parque está en la Quinta Avenida, a la altura de la 105th Street. Además, desde 1916, existe el Shakespeare Garden, inaugurado tres siglos después de la muerte del escritor y que alberga a diferentes especies de plantas.

### Lagunas
Central Park alberga varias lagunas, que van desde un simple estanque hasta lagos artificiales y naturales. El principal estanque de Central Park es el Reservoir, que desde 1994 lleva el nombre de Embalse Jacqueline Kennedy Onassis. Su construcción se extendió desde 1858 a 1862 y cubre el espacio comprendido entre la 86th Street y 96th Street. Con una superficie de 42,9 hectáreas, en algunos puntos alcanza una profundidad de 12 metros, y contiene varios miles de millones de litros de agua. El Reservoir es conocido también por la pista para correr de 2,54 km que le rodea, y que acoge cada día a miles de deportistas.

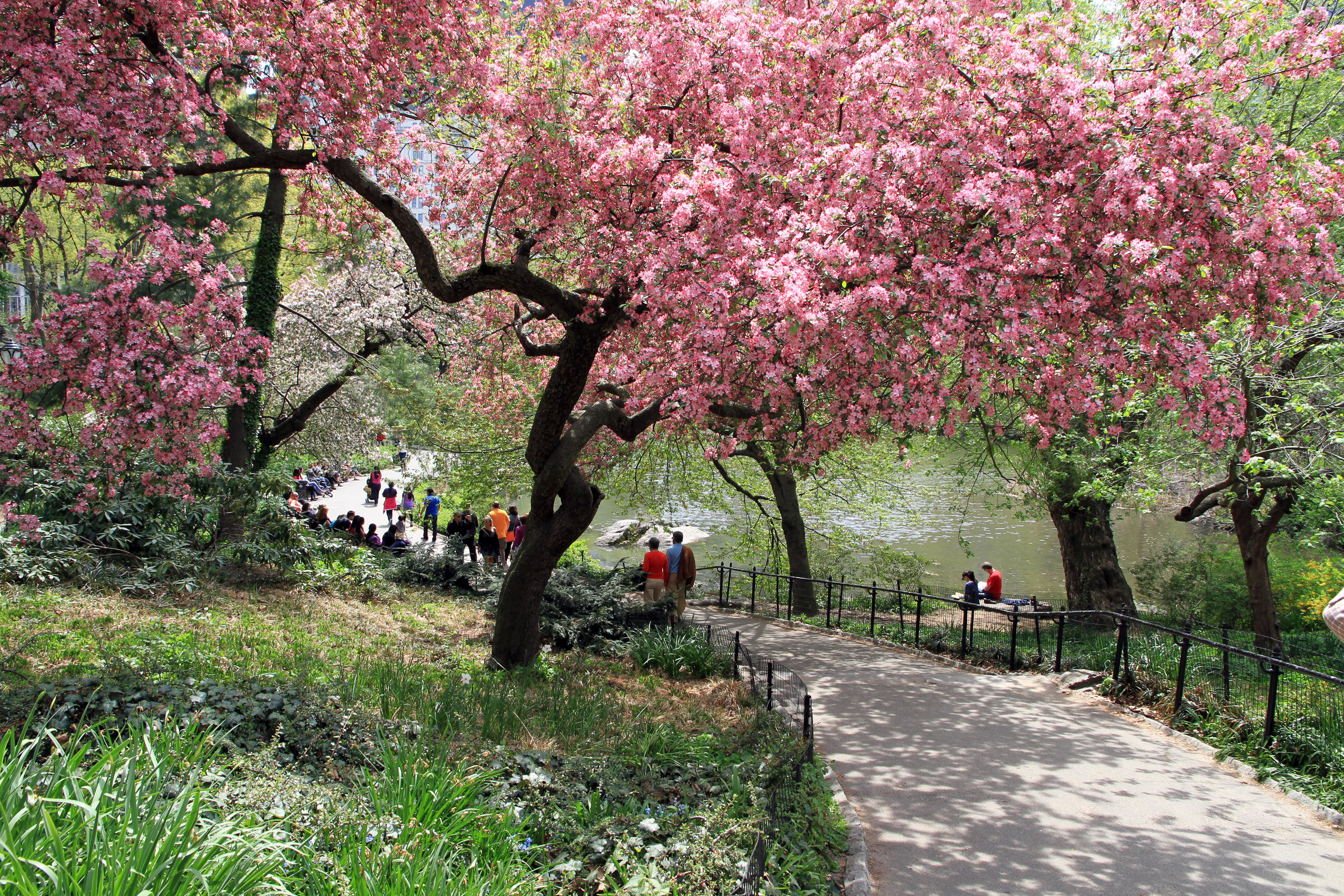
The Pond
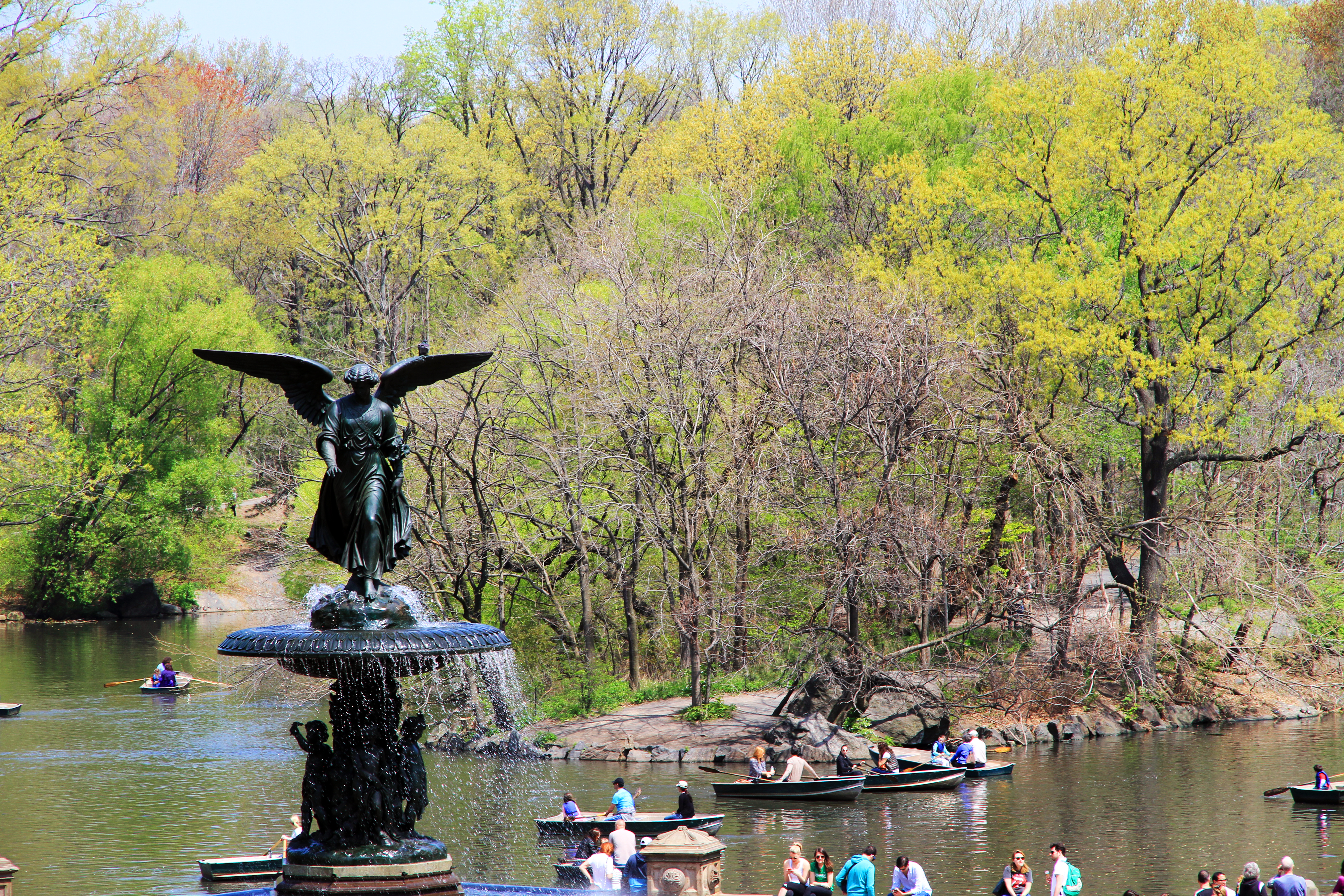
La fuente Bethesda
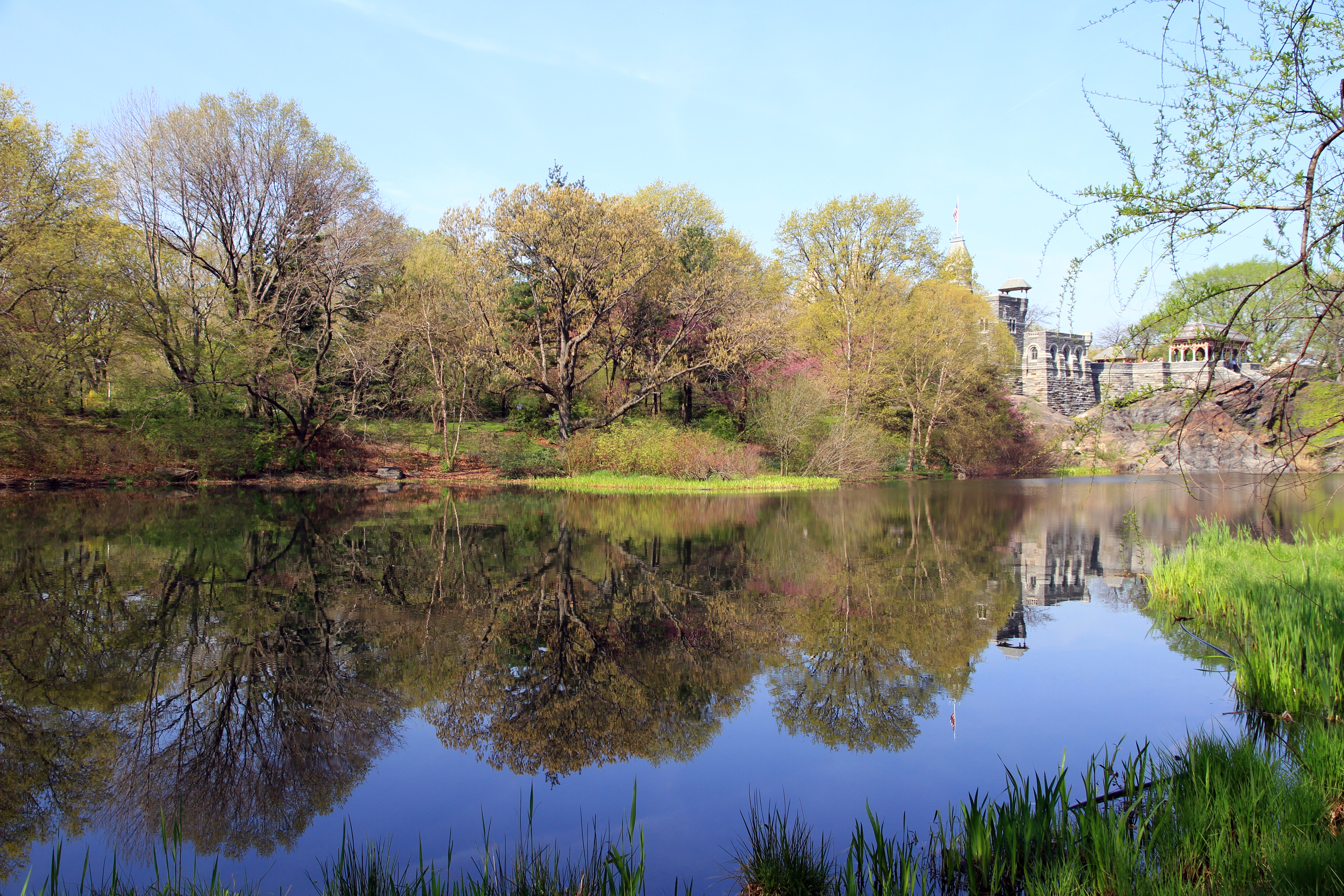
Turtle Pond
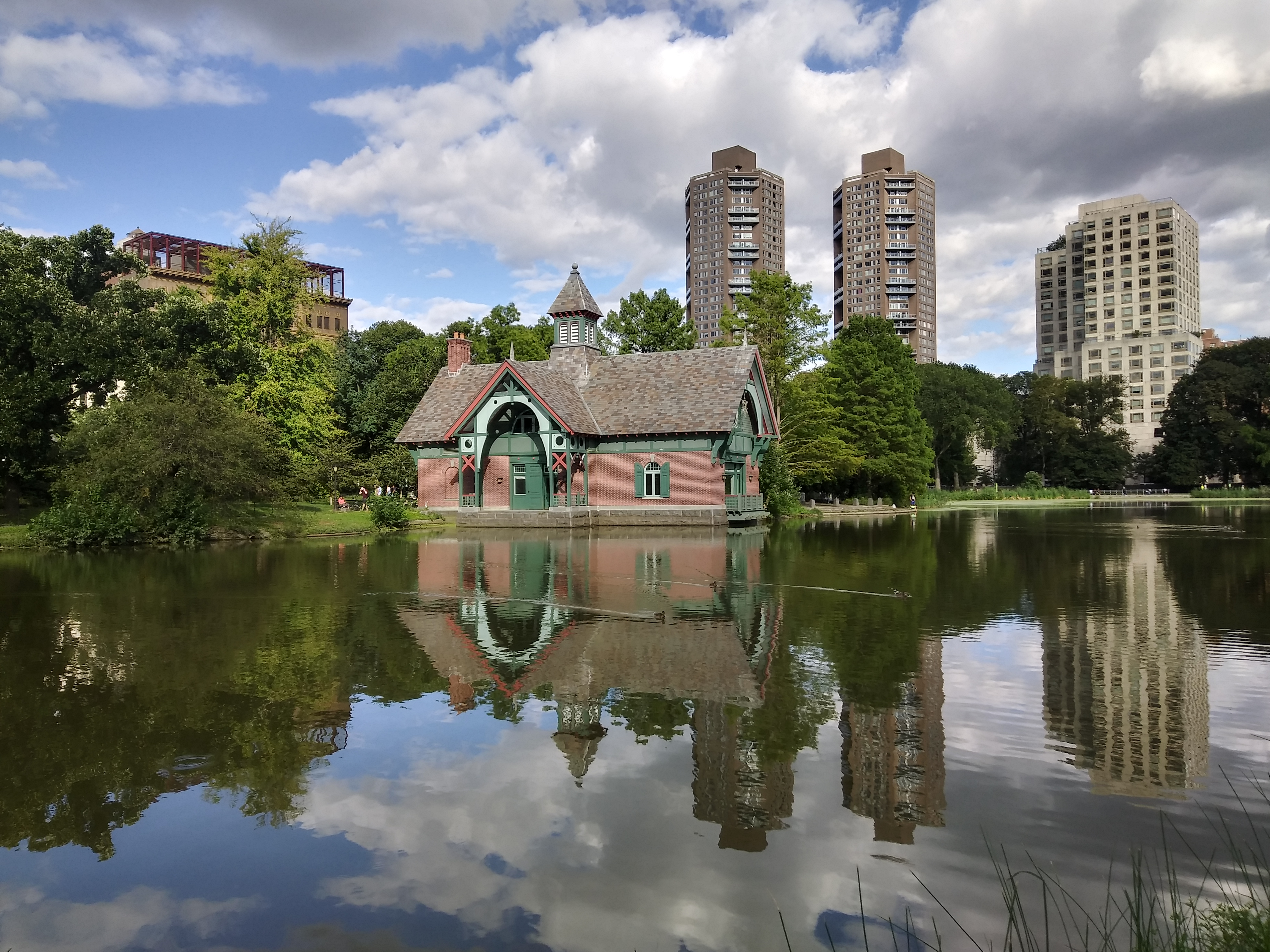
Harlem Meer
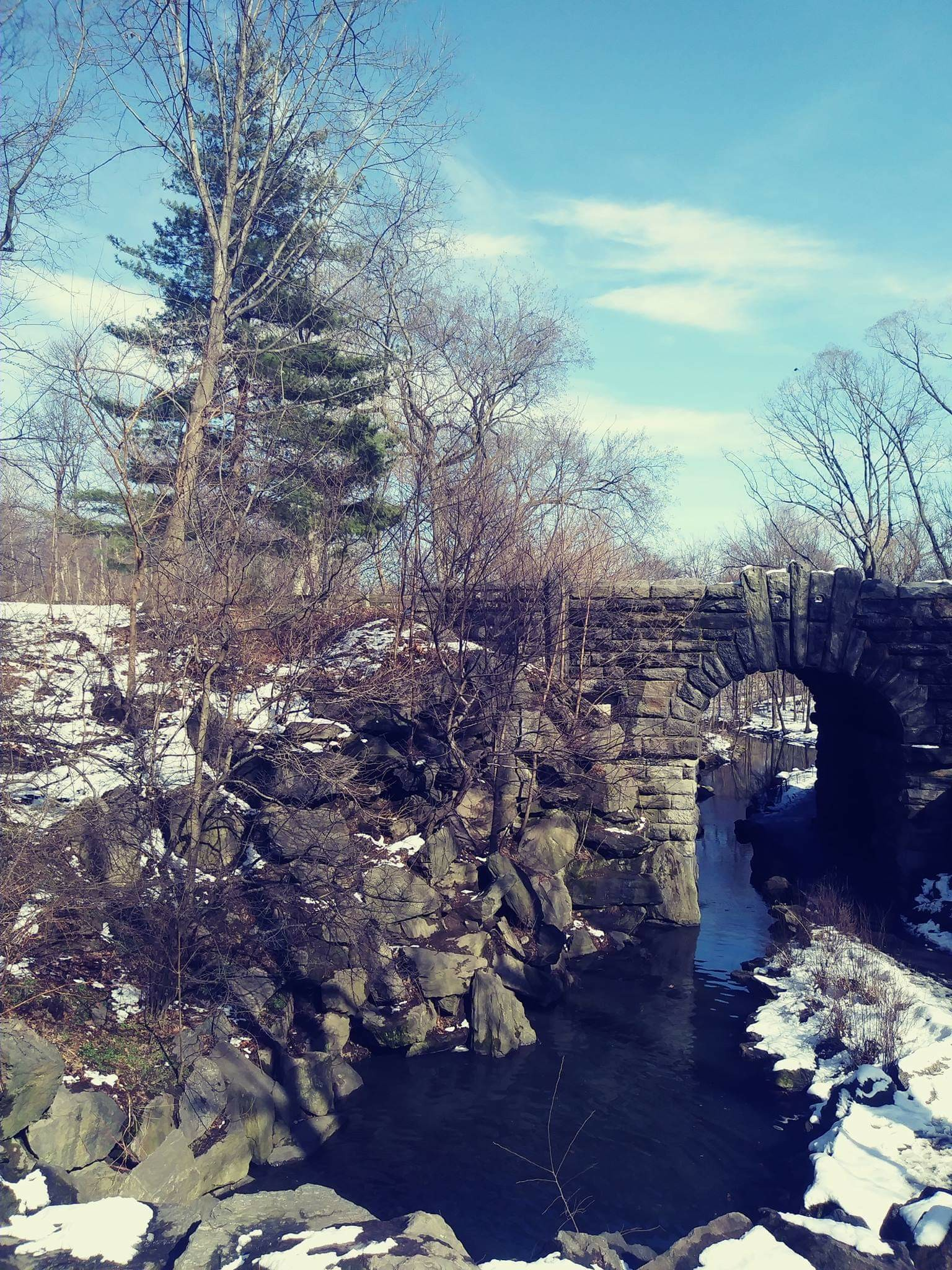
El puente Glen Span y el arroyo The Loch
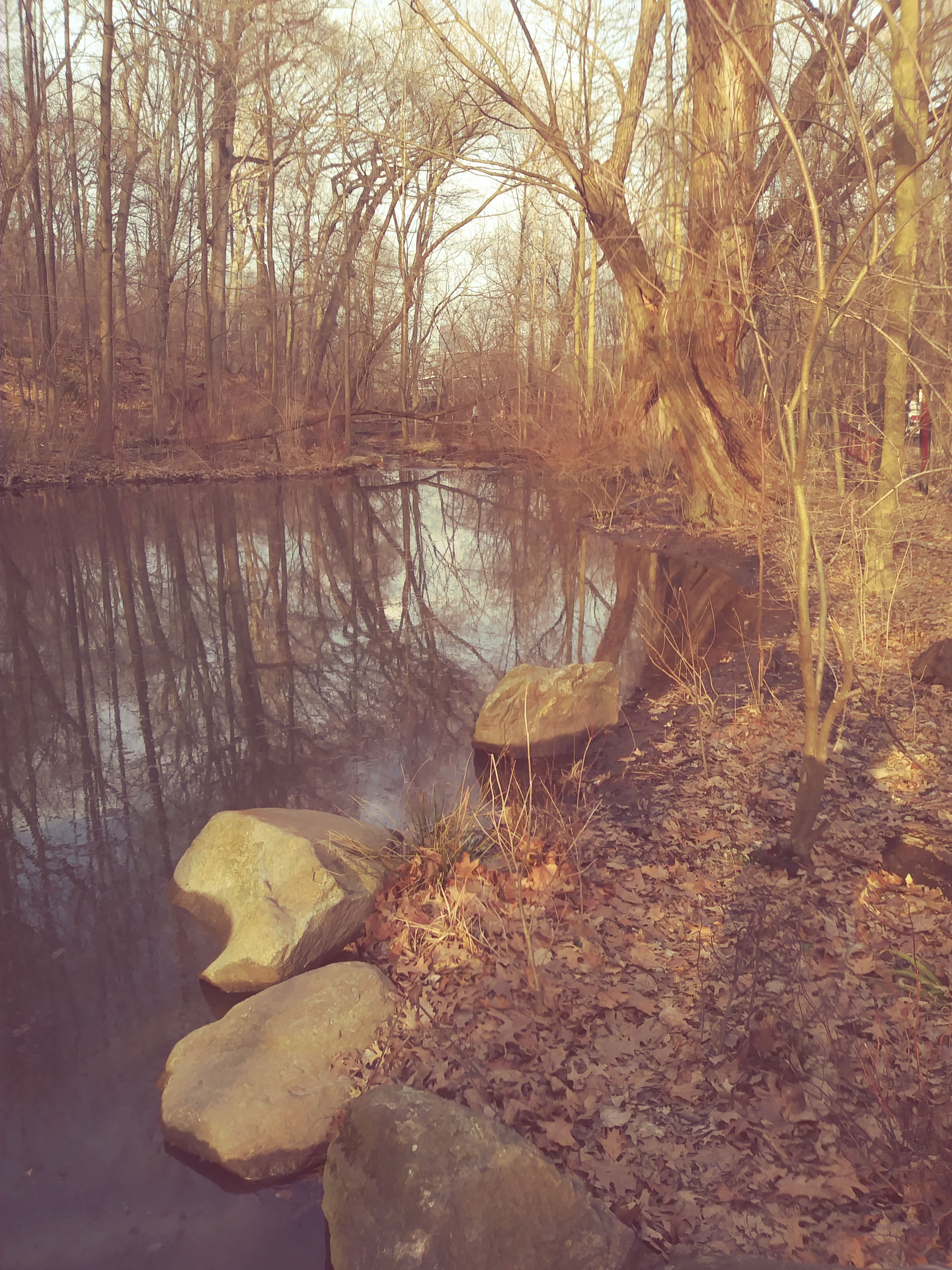
El Loch en The North Woods (El Bosque del Norte)

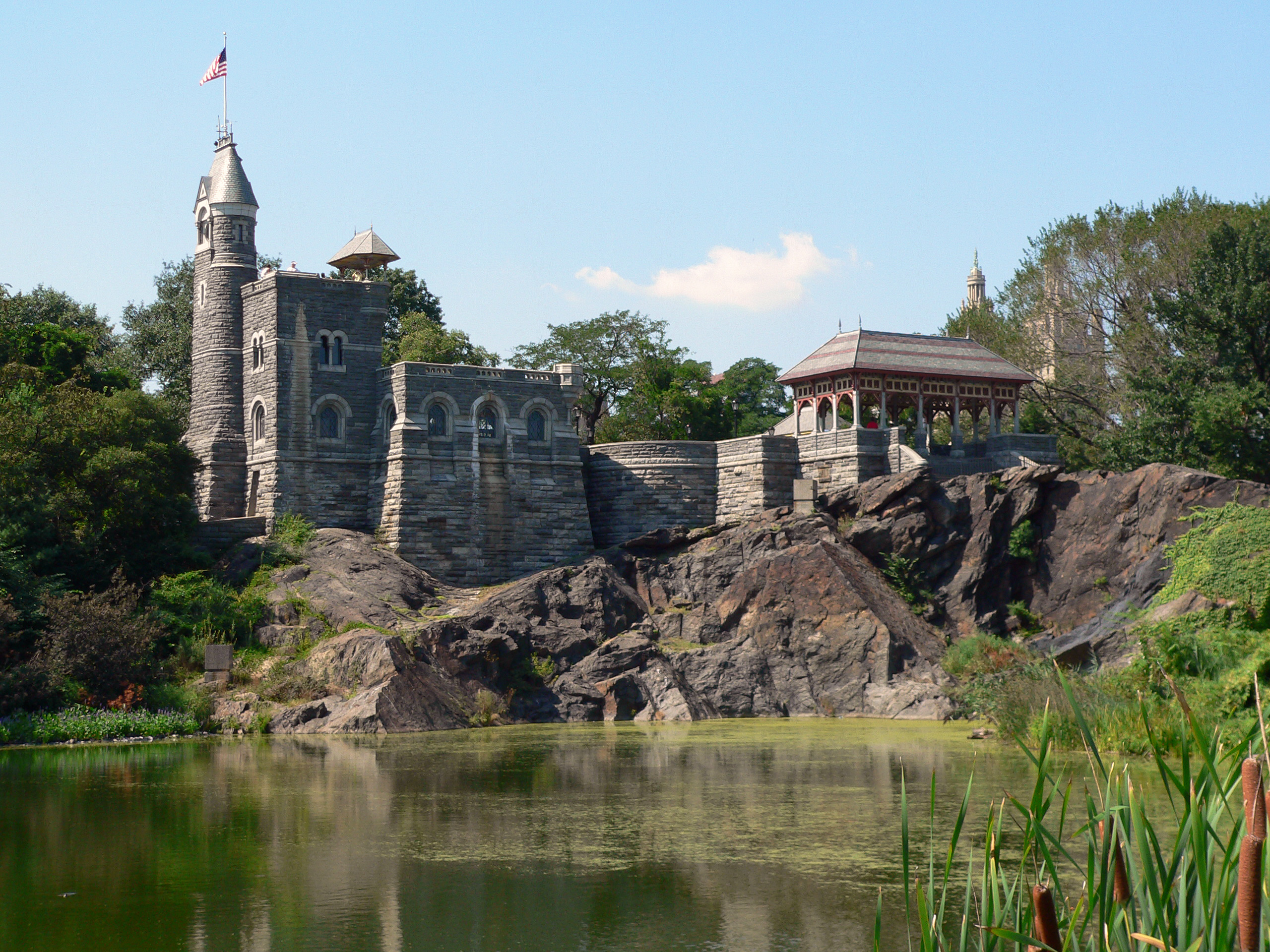
Castillo Belvedere, construido en 1865 en el punto más alto de Central Park.

El Reservoir es, con diferencia, el lago más grande de Central Park, por delante de otros tres lagos artificiales. Al sur de Great Lawn, The Lake se extiende sobre alrededor de 7,3 hectáreas. Construido sobre una antigua ciénaga, fue diseñado por Olmsted y Vaux para que en verano fuera navegable por pequeñas barcas y que en invierno estuviese disponible parar los patinadores sobre hielo. Por esto, The Lake fue abierto a los patinadores en diciembre de 1858, mientras que el resto del parque todavía estaba en construcción. Al extremo nordeste del parque, a la altura de la 110th Street, se encuentra el Harlem Meer (Lago de Harlem en alemán, bautizado así en honor de una de las primeras comunidades establecidas en la región) tiene una extensión de 4,5 hectáreas. Los alrededores del lago están muy arbolados, con robles, cipreses y hayas. Harlem Meer posee además la particularidad de que sus visitantes están autorizados a practicar la pesca, con la condición de devolver los peces. El otro gran lago del parque está situado al sudeste de este. Se trata de The Pond (literalmente La Charca), de una superficie de 1,4 hectáreas. The Pond, cuya forma recuerda a la de una coma, está situado en la parte más meridional del parque y bajo el nivel del mar, lo que permite que en este lago se atenúen los ruidos propios de la ciudad y se genere una atmósfera de calma en el corazón de Nueva York.

### Monumentos
Varias construcciones, más o menos importantes y célebres, están distribuidas por Central Park:
- Uno de los edificios más importantes del parque es el Castillo Belvedere. Se trata de un auténtico castillo de estilo victoriano diseñado en 1865. El edificio es en la actualidad la sede del observatorio meteorológico de Nueva York, pero es también es muy apreciado por los turistas debido a la panorámica que ofrece del parque y de sus alrededores. Además, dentro del castillo, el Henry Luce Nature Observatory ofrece una muestra de la fauna y la flora presentes en el parque.[53] Se utilizaban imágenes del mismo en el programa infantil Barrio Sésamo en el momento en que el personaje de El Conde Draco hacía su aparición.[54]
- La Fuente Bethesda, situada en la Bethesda Terrace, cerca de The Lake.[55]
- A la altura de la 72th Street, es decir frente al Edificio Dakota, se encuentra el Strawberry Fields, erigido en honor del componente de The Beatles John Lennon, asesinado cerca del edificio Dakota por Mark David Chapman el 8 de diciembre de 1980. Strawberry Fields fue inaugurado el día que hubiese sido el 45.º cumpleaños de John Lennon, el 9 de octubre de 1985, en presencia de su viuda, Yoko Ono.[56][57]

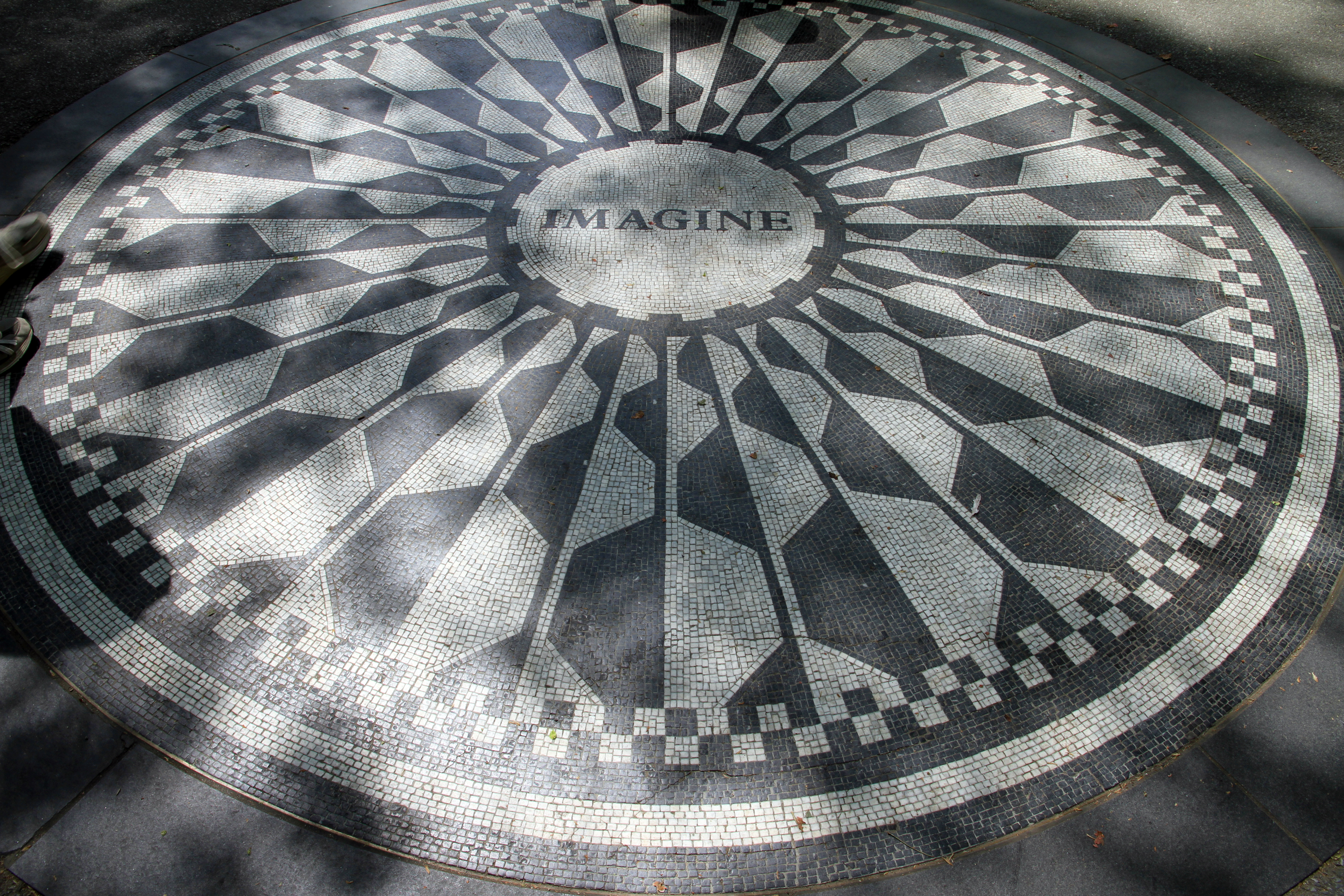
Mosaico en honor de John Lennon en Strawberry Fields

## Flora y fauna

### Flora

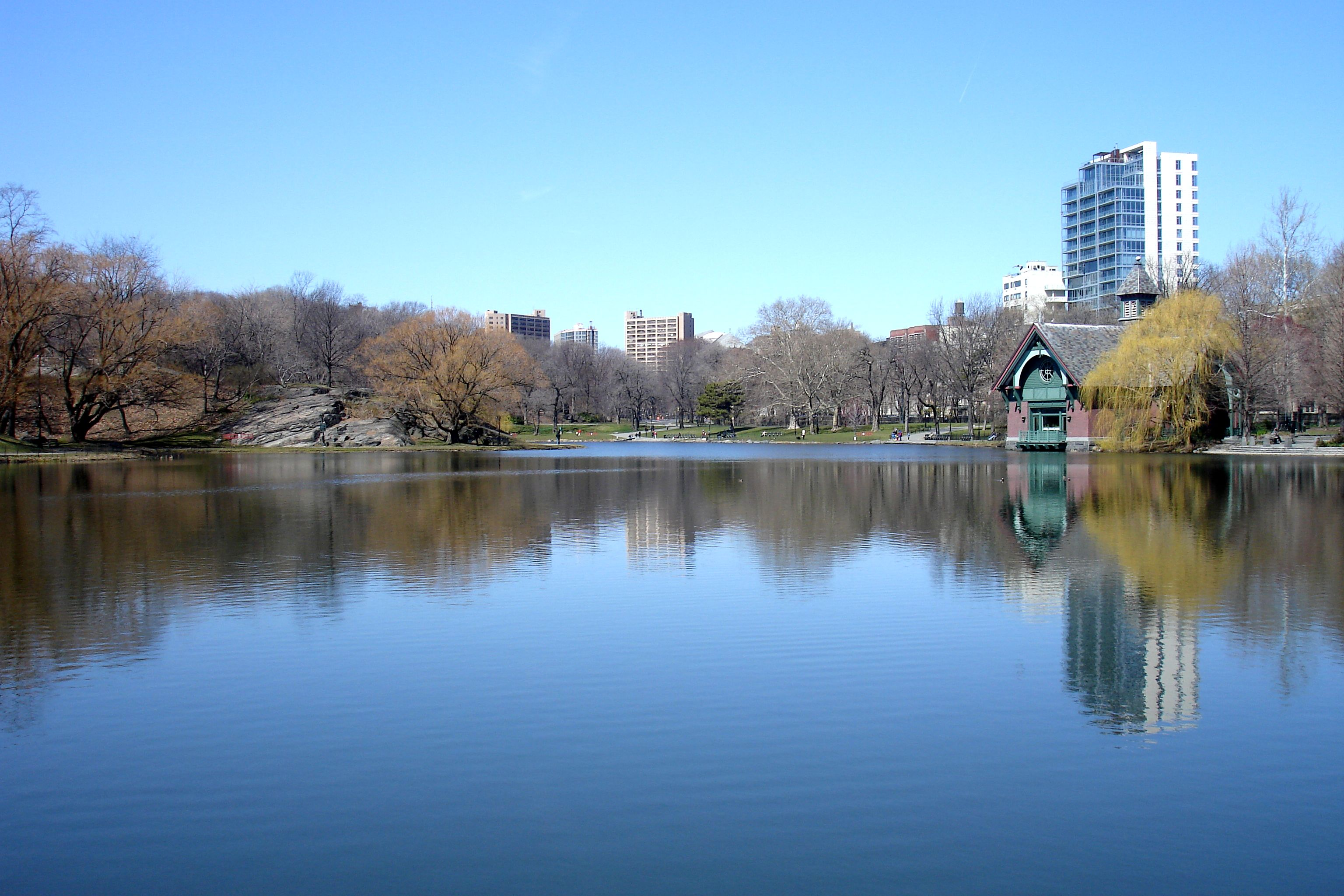
Vista del Harlem Meer.

Con sus 341 hectáreas de hierba, Central Park representa el espacio más vasto y verde de Manhattan. Posee una de las últimas arboledas de olmos americanos del nordeste de los Estados Unidos. Hay 1700 olmos, protegidos mediante un aislamiento de la grafiosis, debido a que un hongo parasitario asoló a la inmensa mayoría de los olmos americanos desde 1928. El parque alberga un total de 250 000 árboles en numerosos valles.

### Fauna

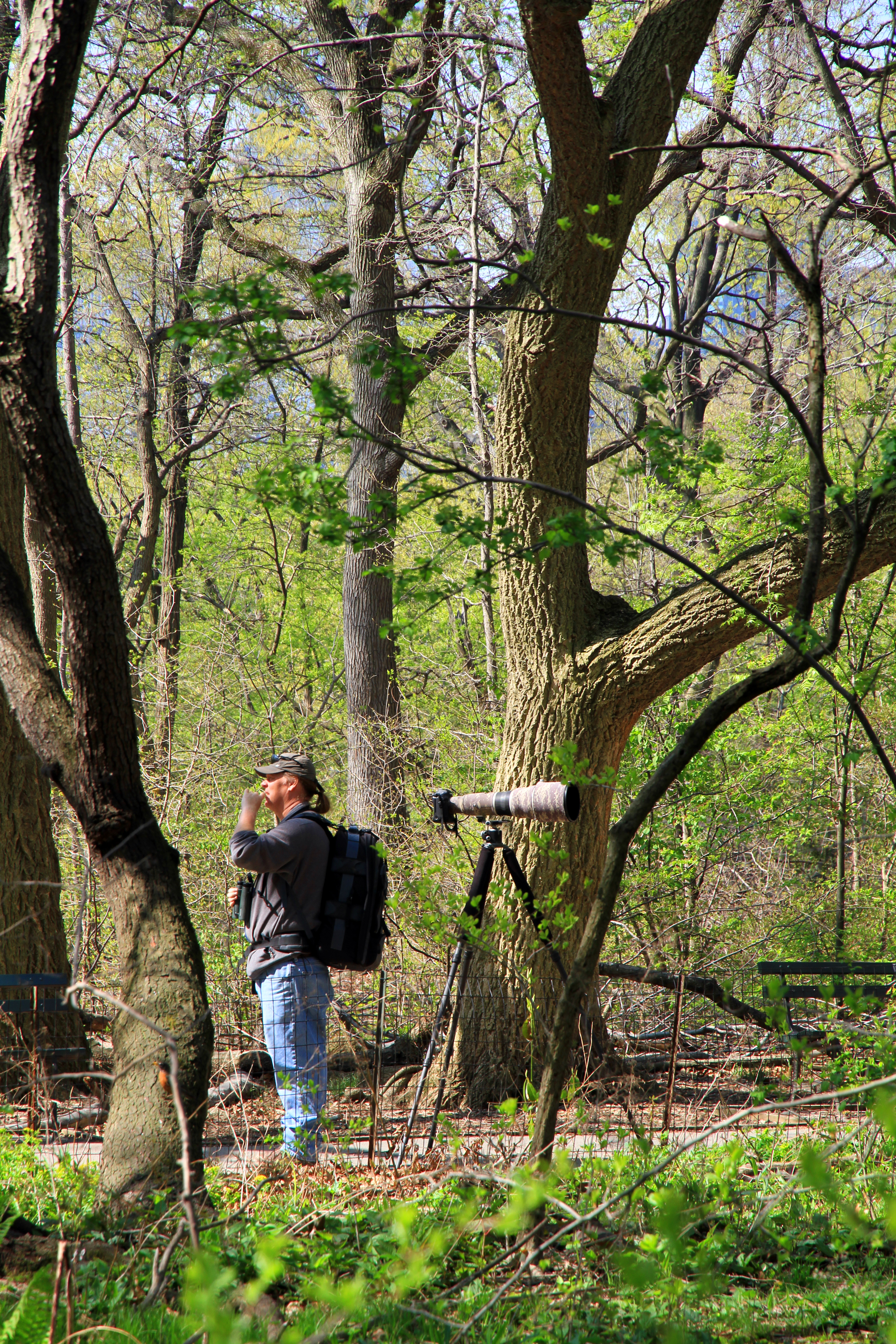
Avistaje de aves

Central Park está habitado por ardillas, pájaros, peces, conejos, patos, tortugas, ranas y otros animales. Cerca de 300 especies de animales han sido vistas en el parque. 
Se han citado en Central Park alberga más de 280 especies de aves y es el punto de partida de la invasión de los estorninos, que se difundieron por todas partes de América del Norte. Se considera que uno de cada cuatro estorninos de los Estados Unidos tiene su origen en Central Park.
Por las mañanas, en el Great Lawn, se pueden avistar garzas plateadas, y cerca de 80 000 peces habitan en el Harlem Meer.
Las mascotas de los visitantes de Central Park pueden acceder al parque sin ningún problema, pero una vez dentro sí que hay diversas normas que los dueños y sus animales han de respetar.
Desde finales de la década de 1990, la Central Park Conservancy, el Departamento de los Estados Unidos de Agricultura, y varias ciudades y agencias estatales han estado luchando contra una plaga del escarabajo asiático de largo astado, que ha sido descubierto en Brooklyn, Queens y Manhattan, incluyendo algunas partes de Central Park. El escarabajo, que probablemente fue transportado desde su China natal, no tiene ningún depredador natural en los Estados Unidos y la lucha para contener su plaga ha sido muy costosa. El escarabajo infesta árboles creando un agujero donde deposita sus huevos, y entonces el único modo de terminar con la plaga es talar el árbol.
En 2002 un nuevo género de ciempiés fue descubierto en Central Park. Este ciempiés mide unos 10 mm, lo que lo hace uno de los más pequeños del mundo. Su nombre es Nannarrup hoffmani (en honor a su descubridor) y vive en las hojas del parque.
En 2006 un coyote de un año fue capturado en Central Park tras dos días de búsqueda por parte de la policía. Se vio al menos un coyote en el parque en 2020 y 2021.

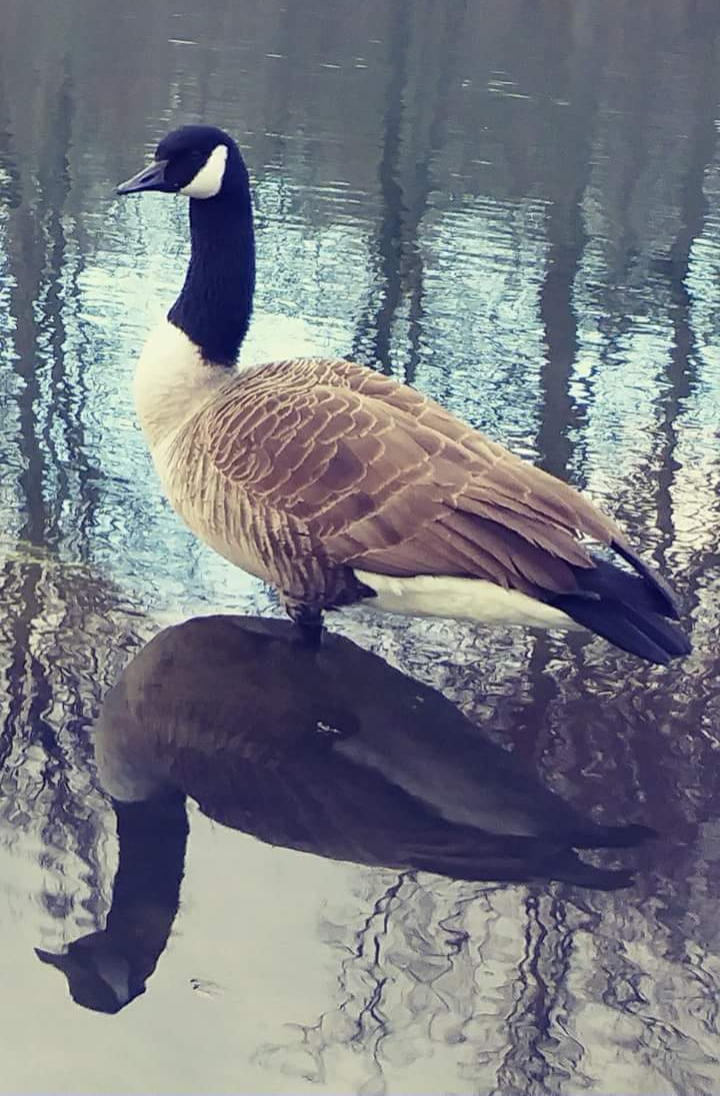
Barnacla canadiense en el Pool
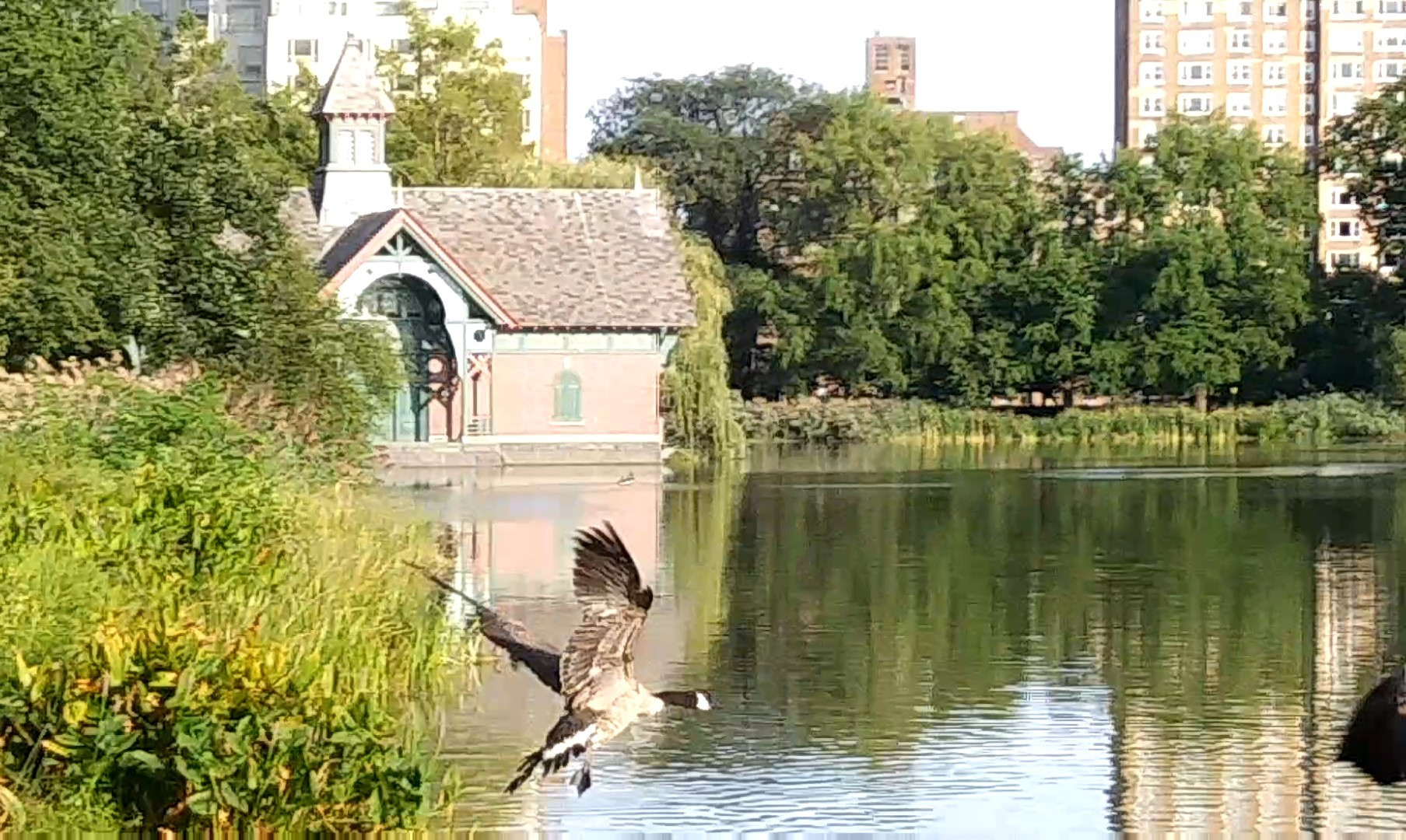
Barnacla canadiense en Harlem Meer
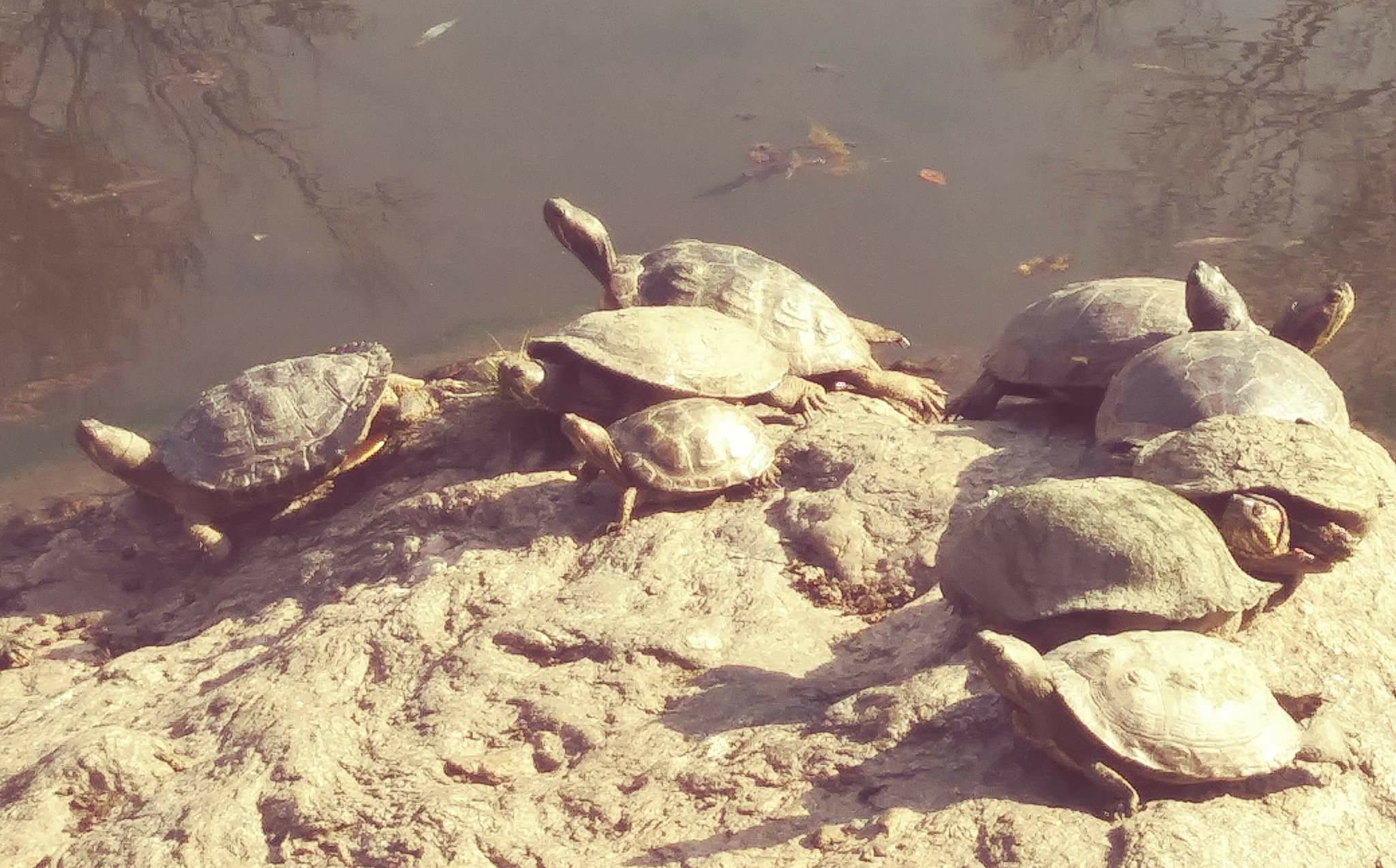
Nueve tortugas al lado del Pool
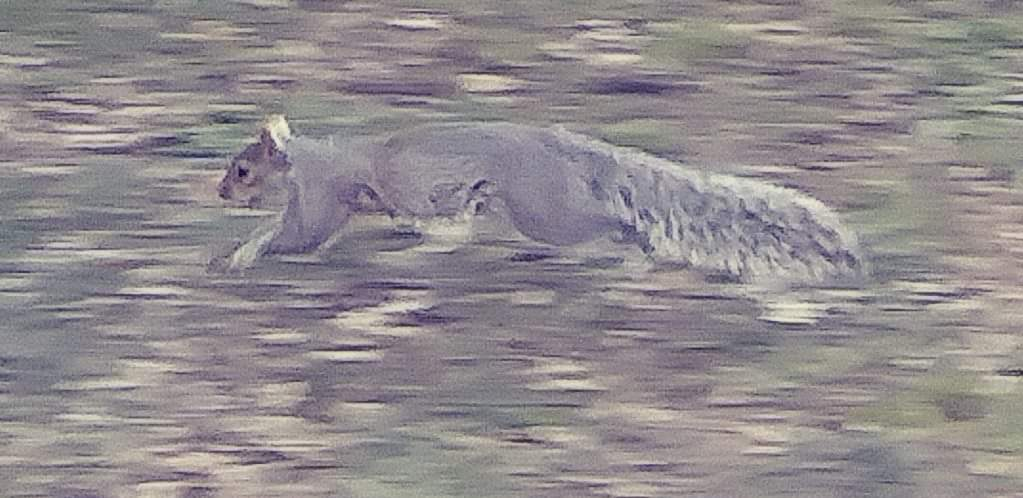
Ardilla gris oriental saltando en Central Park
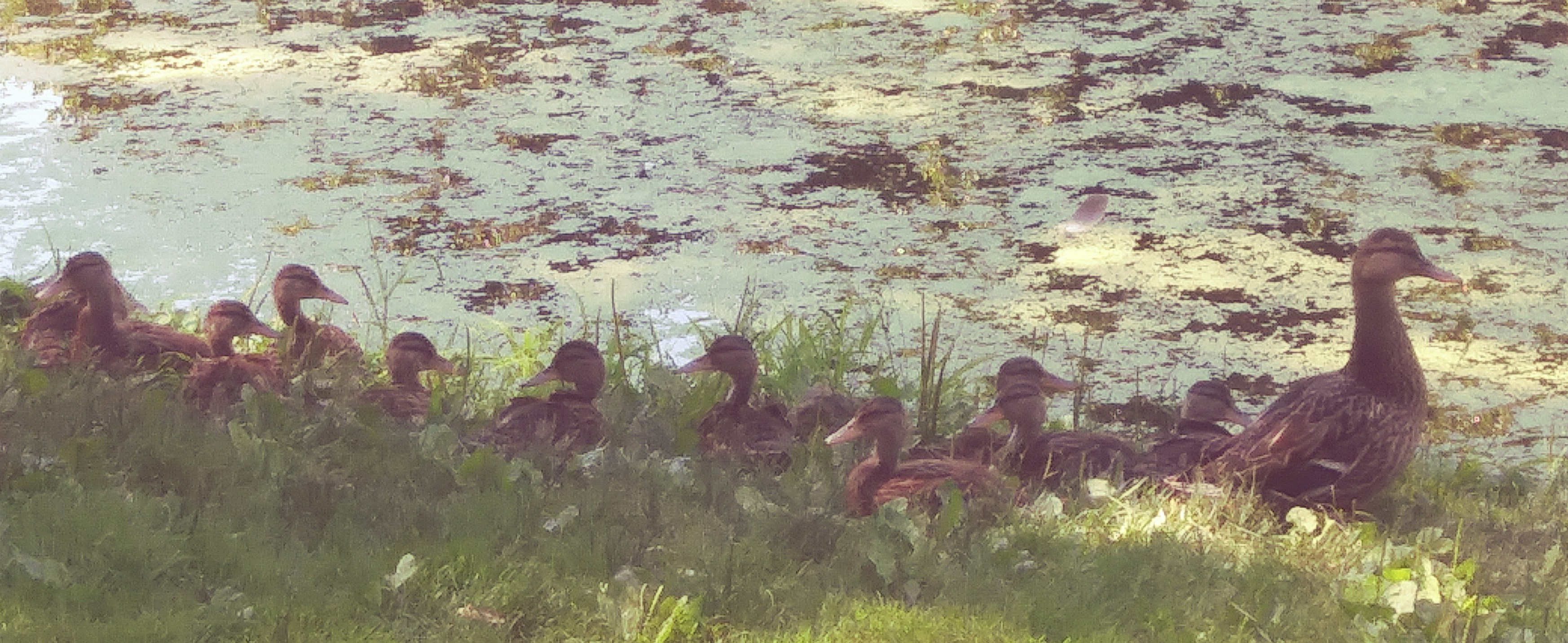
Una madre pata silvestre y sus patitos al Pool
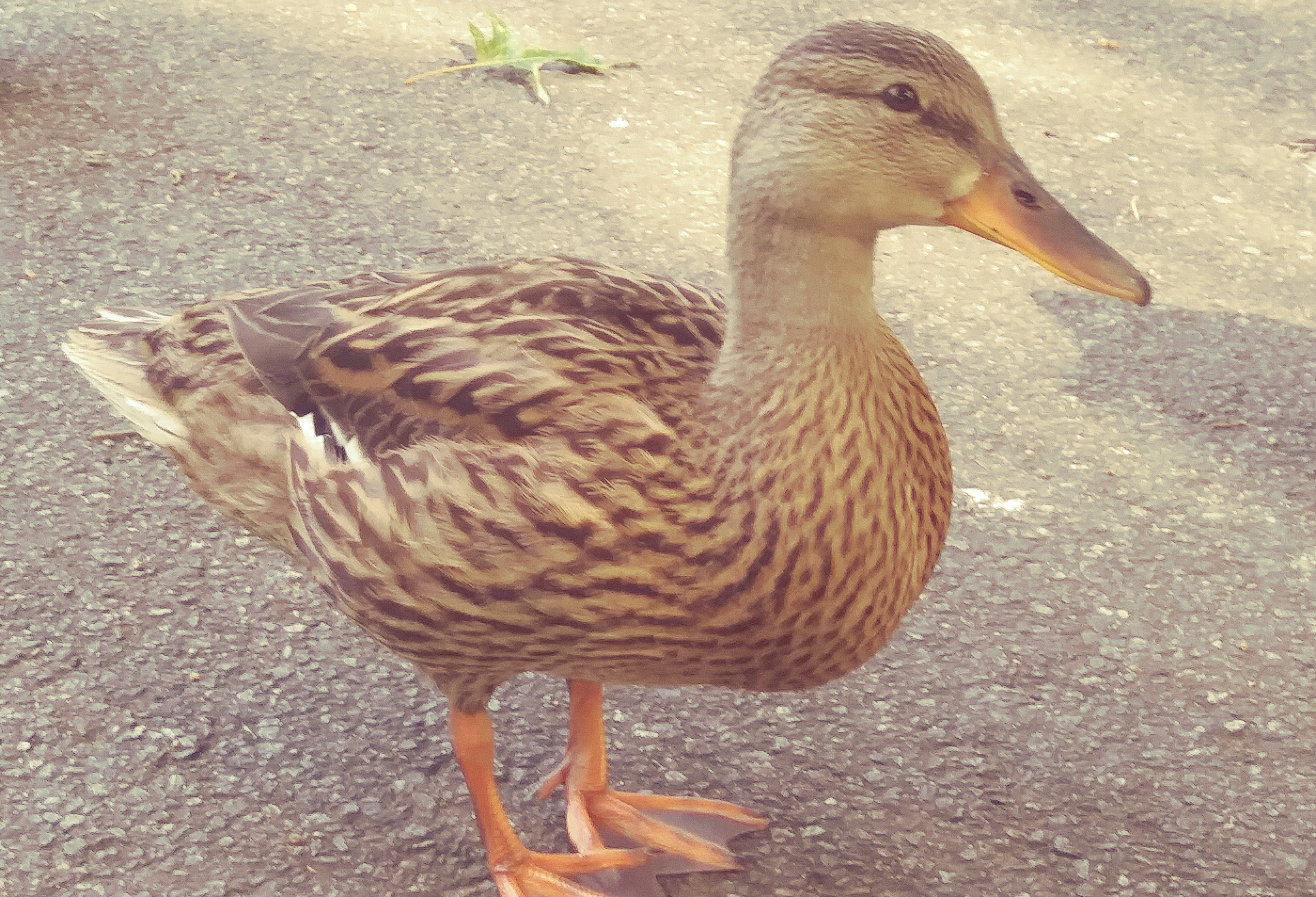
Un de los patitos arriba (sacado de ~0.5 metros: los patos de Central Park no tiene miedo de humanos)
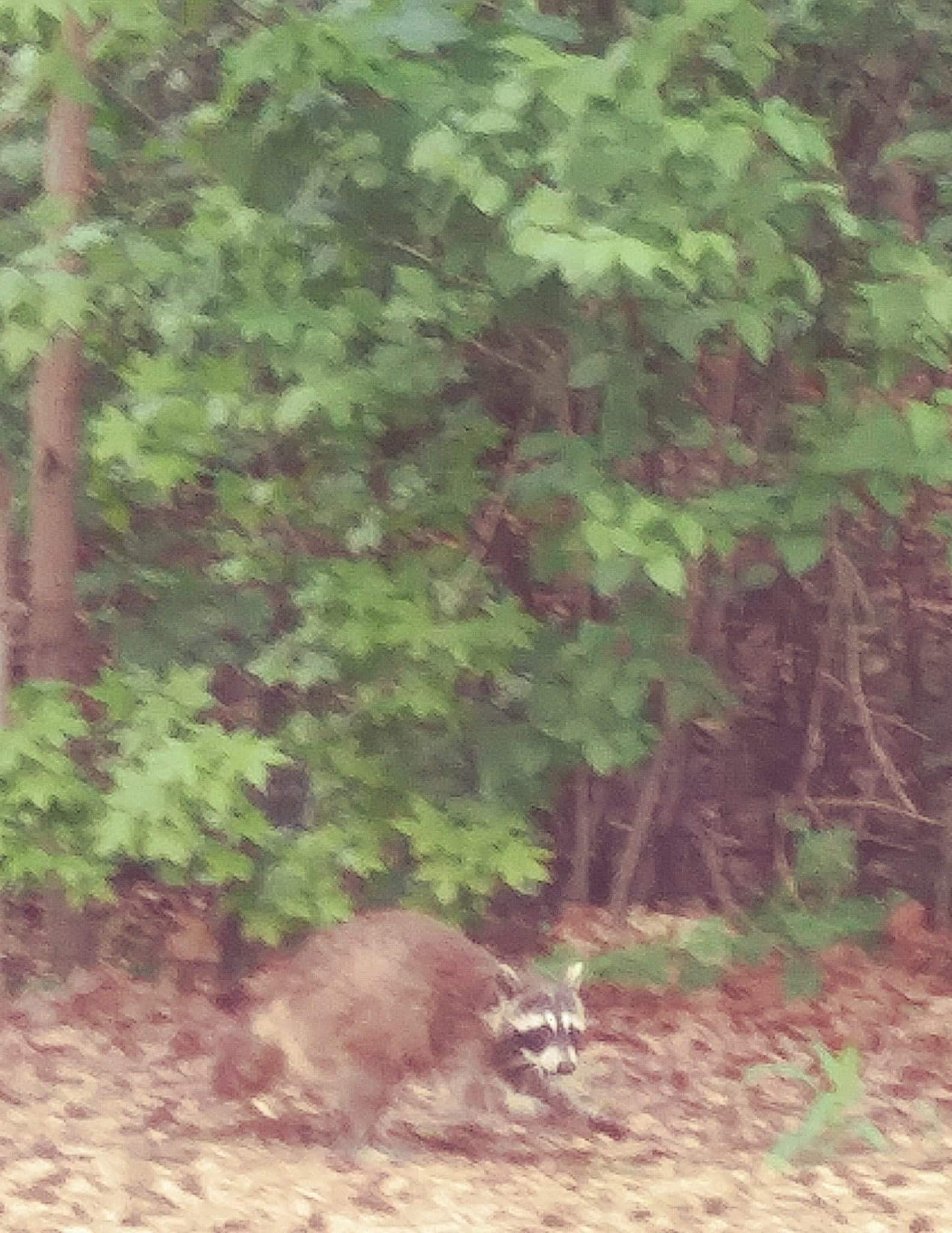
Racuna en The North Woods (El Bosque del Norte)
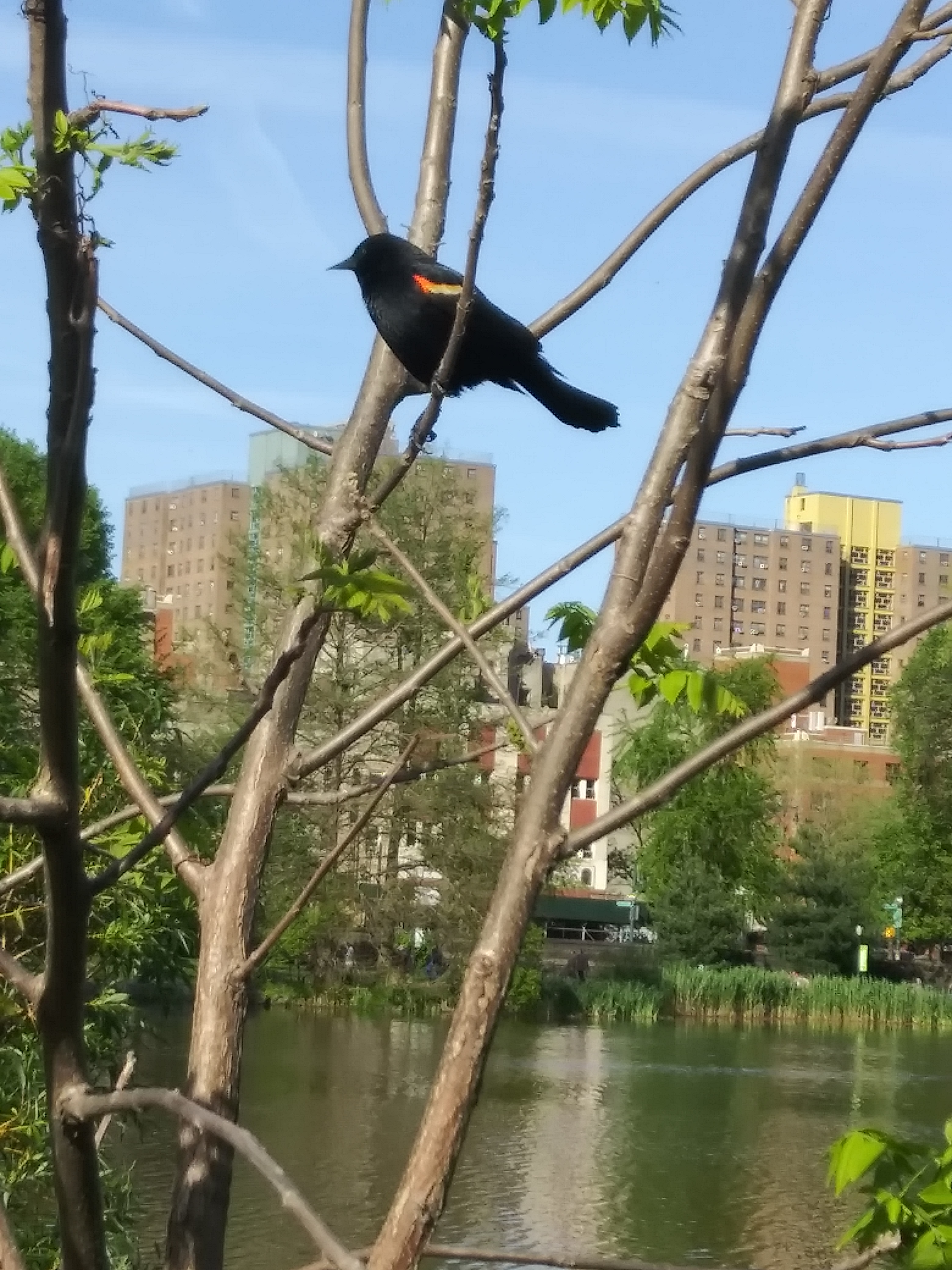
Mirlo de alas rojas en un árbol a Harlem Meer
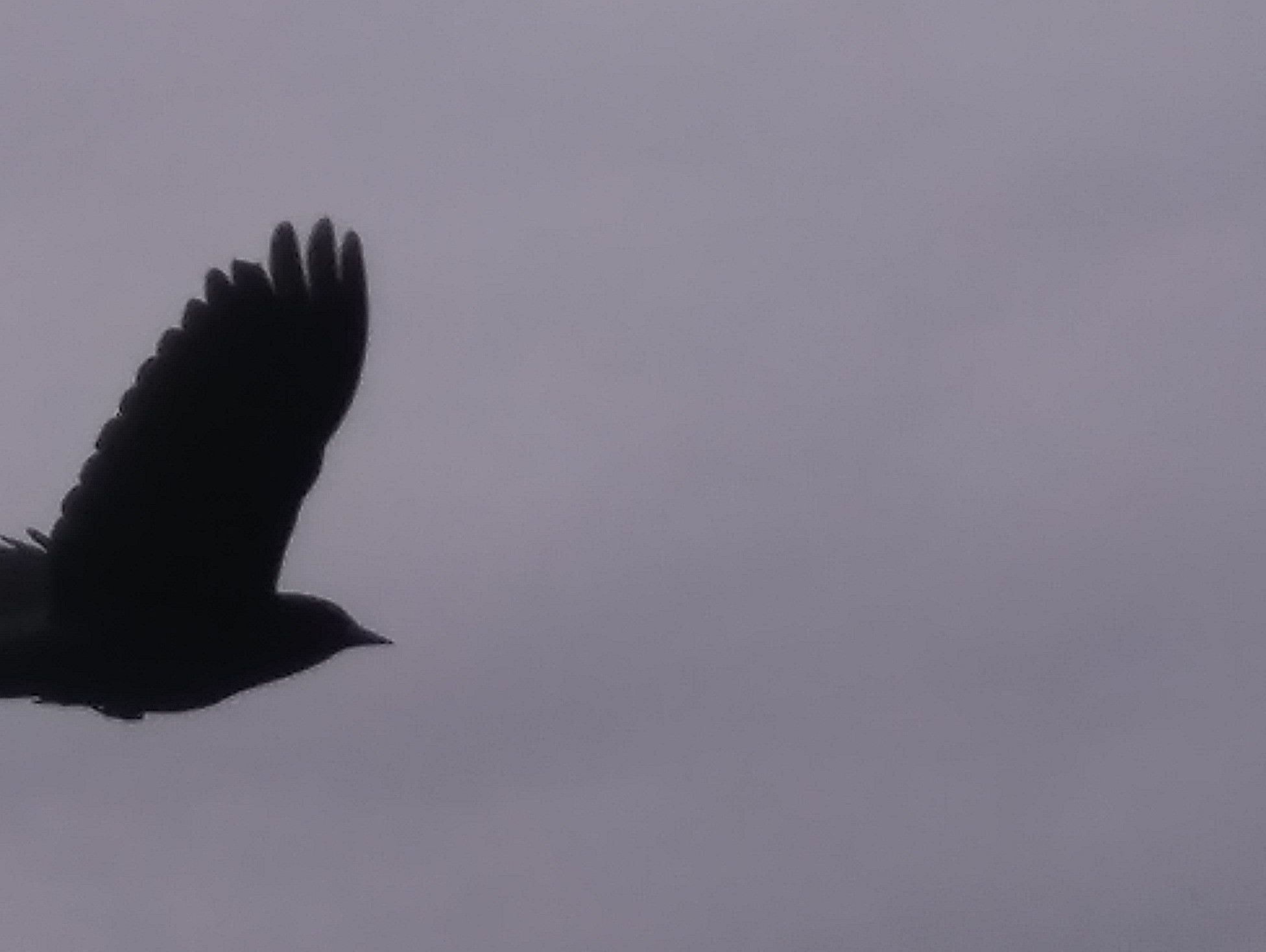
El mismo mirlo de alas rojas visto arriba, en vuelo.

## Actividades realizadas en el parque

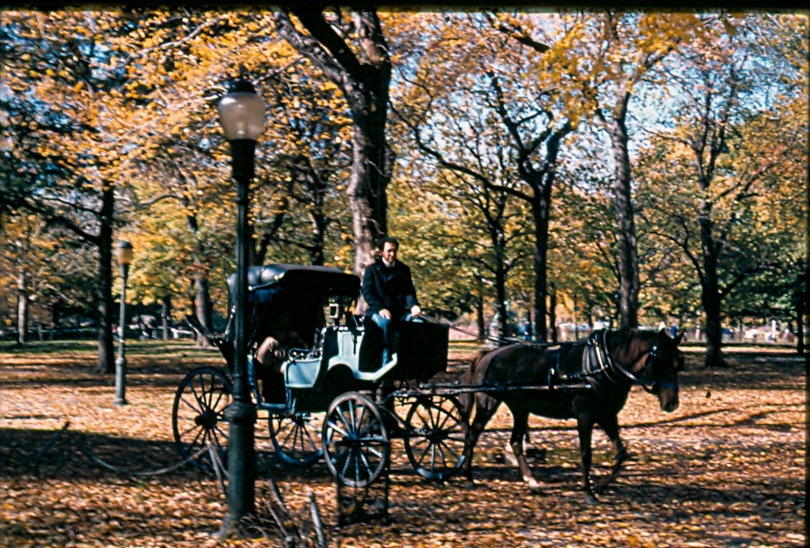
Calesa turística de caballos.

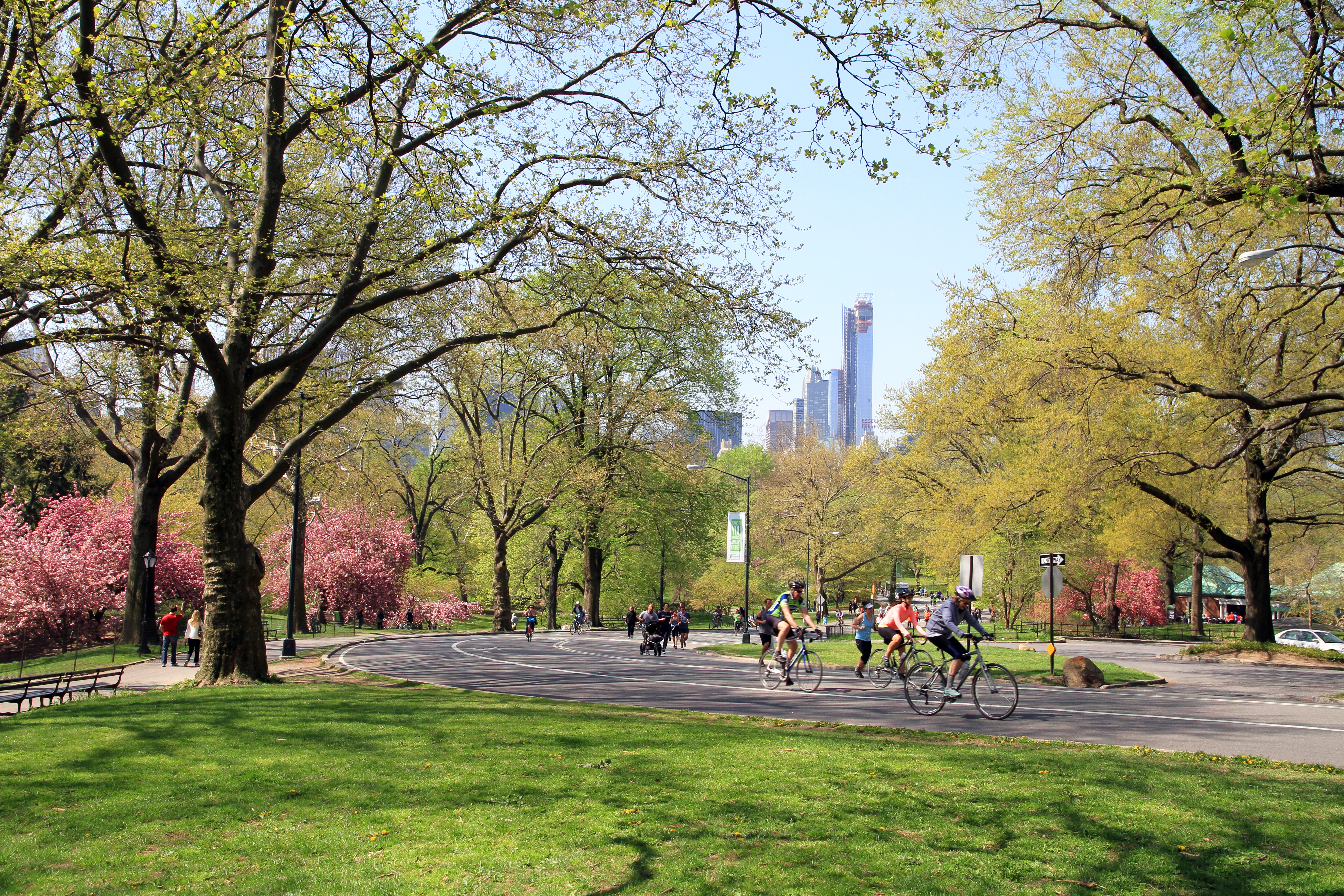
Ciclismo.

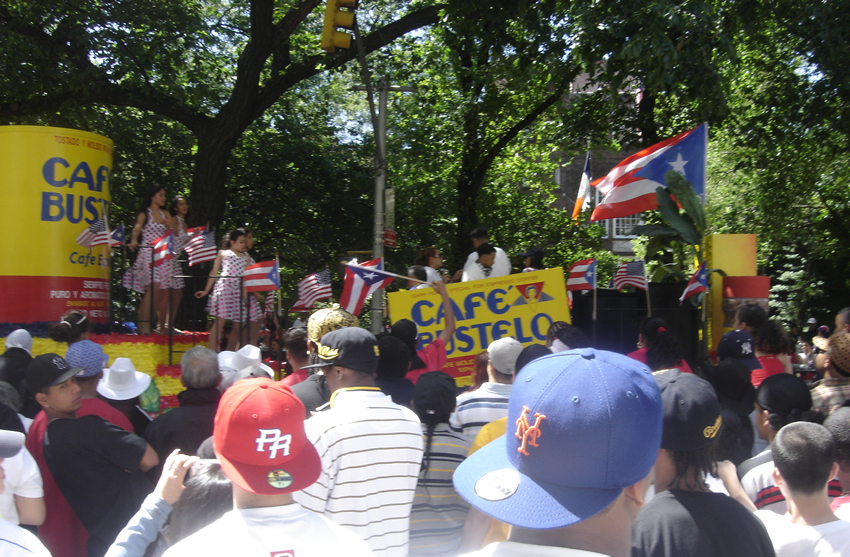
Imagen del desfile del Día de Puerto Rico, en 2006.

### Deportes
Central Park es un lugar muy concurrido por deportistas. El Park Drive, de unos 10 kilómetros de largo, es un lugar en el que confluyen corredores, ciclistas, y patinadores. Normalmente, cada fin de semana se celebran carreras en el parque, muchas de las cuales son organizadas por la New York Roads Runners. Además, la Maratón de Nueva York termina en Central Park. Muchas otras carreras profesionales son llevadas a cabo en el parque, incluyendo el USA Men's 8k Championships. Un grupo de equitación en el parque es el Riverdale Riding Center.

### Actividades recreativas
Cada verano, el Teatro Público de Nueva York realiza representaciones de teatro en el Teatro Delacorte. El festival teatral más importante de Central Park es el de Shakespeare in the Park, realizado desde 1962.
La Orquesta Filarmónica de Nueva York da un concierto al aire libre cada verano en el Great Lawn y la Ópera del Metropolitan interpreta dos óperas. El parque ha acogido numerosos conciertos, incluyendo el de Simon and Garfunkel, 1981; Diana Ross, 1983; Dave Matthews Band, 2003; Bon Jovi, 2008. Desde 1992, el cantautor local David Ippolito ha realizado varios conciertos en Central Park.

Vista panorámica del parque

También cada verano, la Fundación City Park ofrece en Central Park el SummerStage, una serie de actividades gratuitas incluyendo conciertos, bailes, seminarios, y proyecciones de película. SummerStage, que celebró su 20.º aniversario en 2005, ha acogido a artistas novatos y renombrados artistas mundiales, incluyendo a Celia Cruz, David Byrne, Curtis Mayfield, Ladysmith Black Mambazo, y la laureada ganadora de un Nobel y del Pulitzer, Toni Morrison.
En julio de 1996 se realizó un concierto en honor de Bob Marley, el "Marley Magic Live", con participación de Ziggy, Stephen, Julian, Damian y Rita Marley.
Por otra parte, Central Park cuenta con un gran número de caricaturistas que trabajan allí y han sido entrevistados y documentados por Zina Saunders, como parte de su proyecto Overlooked New York.
Además de sus 21 patios, 30 pistas de tenis, 2 pistas de patinaje y una piscina, Central Park ofrece docenas de actividades para niños, incluyendo las funciones de títeres en el Teatro de Títeres de la Casa de campo sueca. El famoso tiovivo de Central Park ha emocionado a numerosos niños desde su construcción en 1870.
Desde 1908 Central Park ha sido el escenario de numerosas películas tales como Breakfast at Tiffany's (1960), Love Story (1970), Home Alone 2: Lost in New York (1992), Godzilla (1998), Stuart Little (1999), Hombres de negro II (2002), Spider-Man 3 (2006), Soy leyenda (2006), Enchanted (2007),
Little Manhattan (2005).

## Esculturas

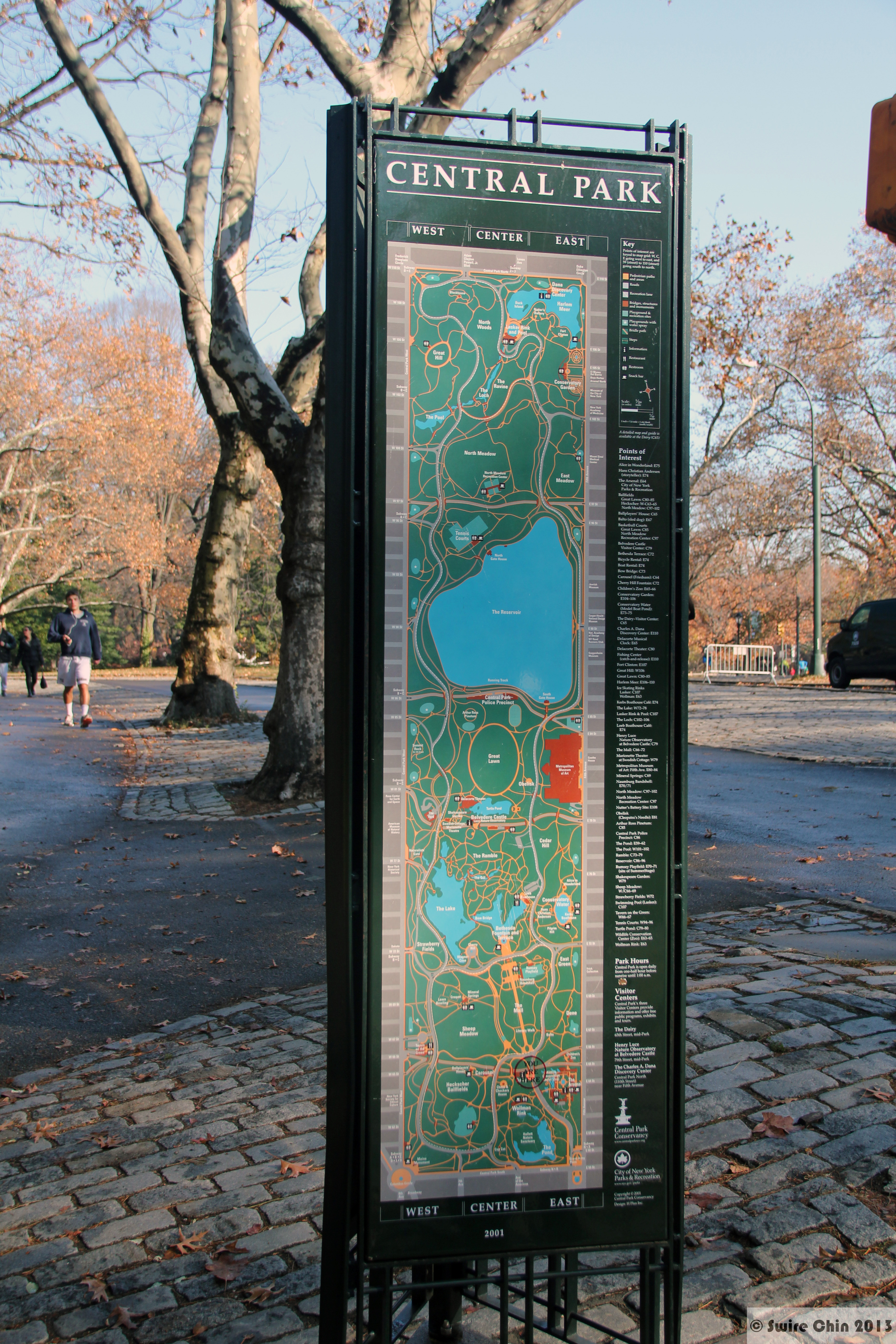
Un mapa de Central Park en el parque. La zona roja al derecho es el Museo Metropolitano de Arte, el único museo dentro del parque.

Olmsted no vio con buenos ojos la dispersión de esculturas por el parque y por ello propuso albergarlas todas en una parte de la alameda que, como la mayoría de las estatuas eran de poetas y escritores, pasó a ser denominado como Literary Walk (Paseo Literario en español). Algunos de los escultores más conocidos que cuentan con alguna de sus obras en Central Park son Augustus Saint-Gaudens y John Quincy Adams Ward.

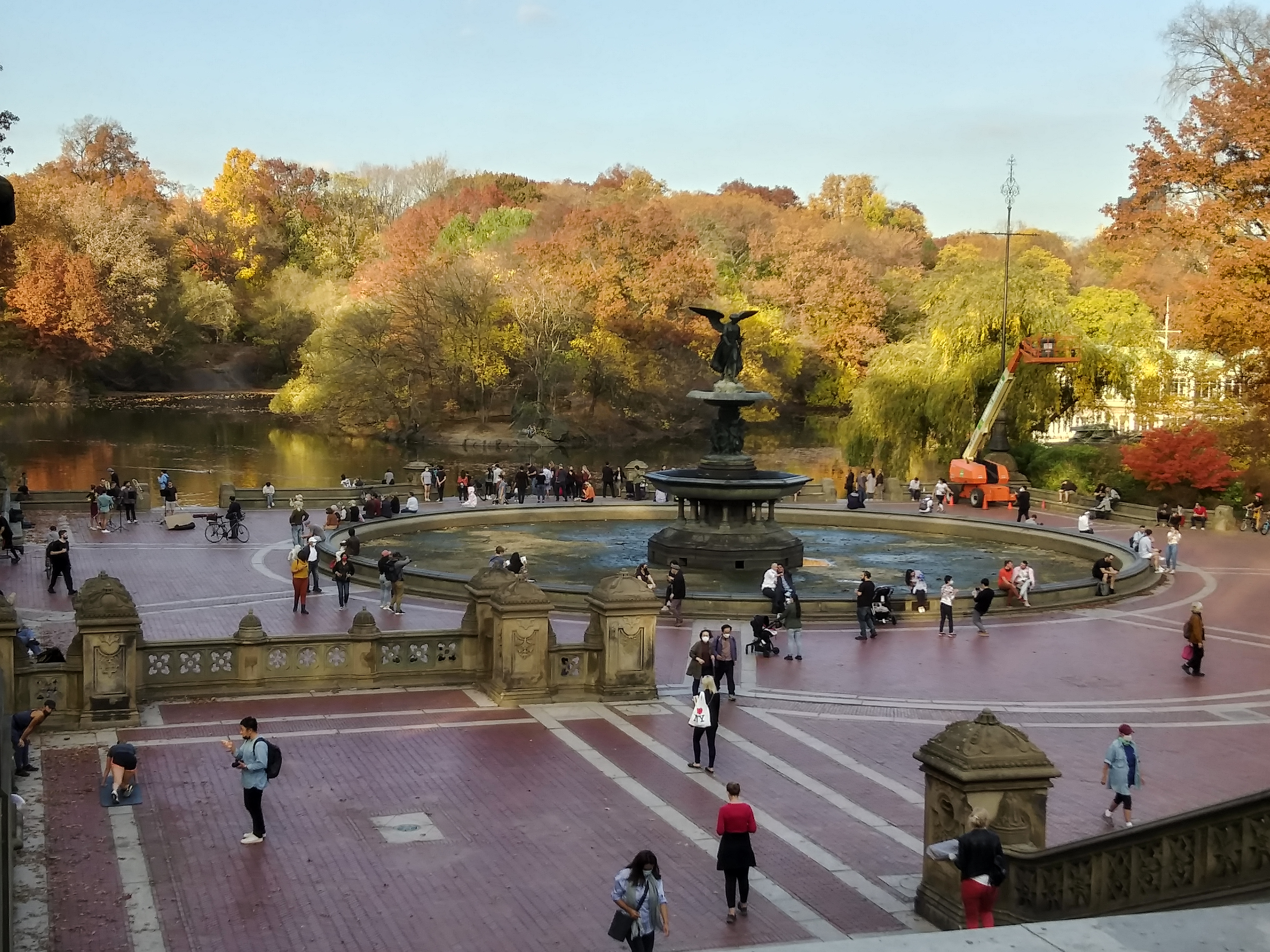
La Fuente Bethesda, con el Ángel de las Aguas, en la Terraza Bethesda

El Angel of the Waters(Ángel de las Aguas en español) está situado en la Fuente Bethesda y fue esculpido por Emma Stebbins, la cual fue la primera mujer a la que se le encargó un gran trabajo público en Nueva York. La estatua llegó al parque en 1893.

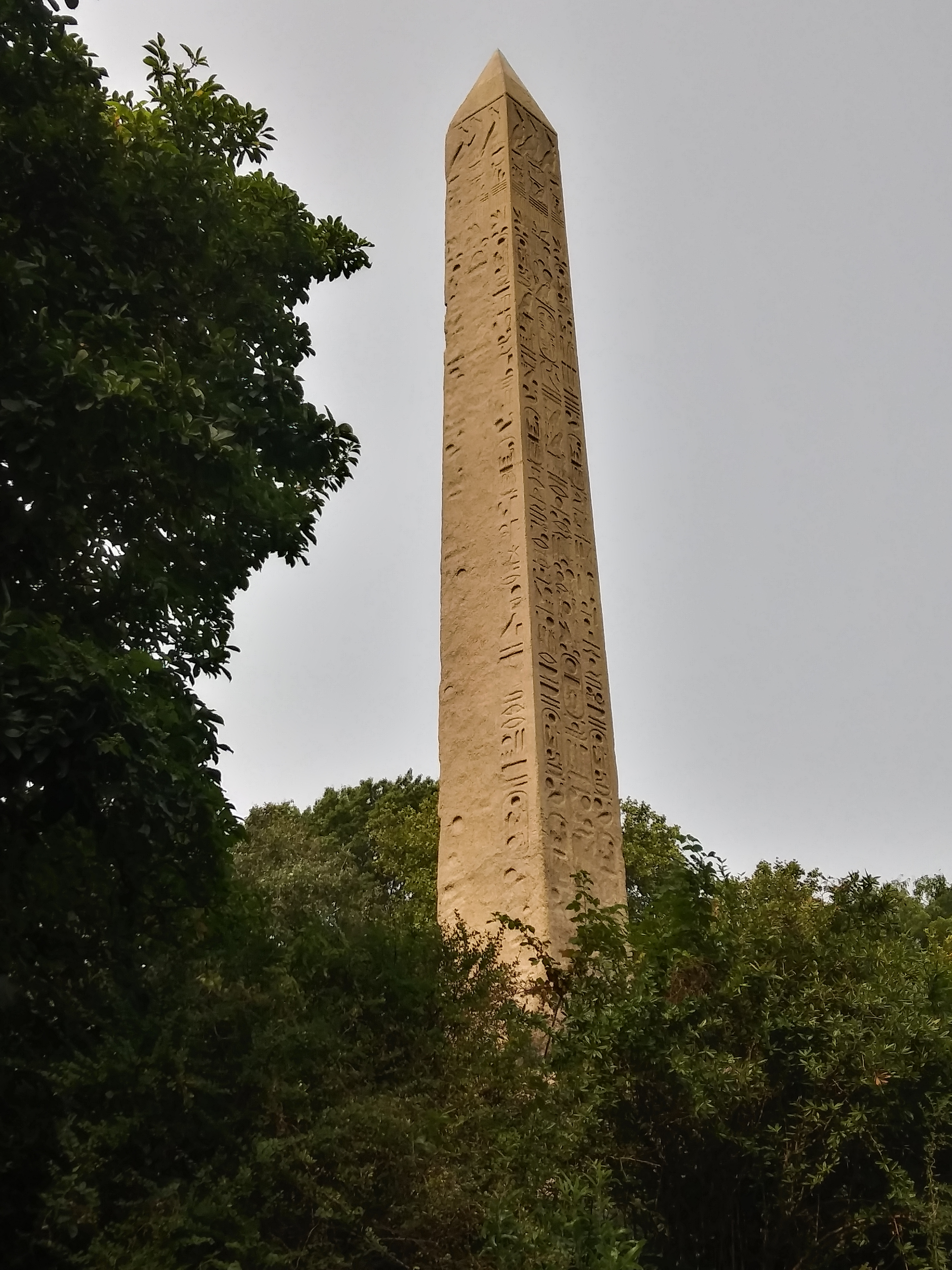
Aguja de Cleopatra (en realidad, de Thutmose III)

La escultura más antigua en el parque, y el monumento al aire libre más antiguo de la ciudad de Nueva York, es una de las "Agujas de Cleopatra". Es realmente un obelisco egipcio de Tutmosis III, más que 3500 años de edad, que fue donado a Nueva York por el Jedive de Egipto; el otro "Aguja de Cleopatra" fue donado a Londres.
Hay un monumento de bronce del rey Vladislao II de Polonia, situado en el extremo oriental del Turtle Pond. Al norte del Invernadero acuático, hay una gran estatua de Alicia en el País de las Maravillas, sentada sobre una seta enorme, jugando con su gato, mientras que Sombrerero Loco y Liebre de Marzo se le quedan mirando. En el cruce de la Quinta Avenida y la 110th Street hay un gran monumento dedicado a Duke Ellington, inaugurado en 1997.
Durante 16 días de 2005 (del 12 al 27 de febrero), Central Park fue la sede de la exposición de Christo y Jeanne-Claude: The Gates ("Las Puertas" en español). El proyecto recibió críticas muy diversas, y costó muchos años que Christo y Jeanne-Claude consiguieran los permisos necesarios.

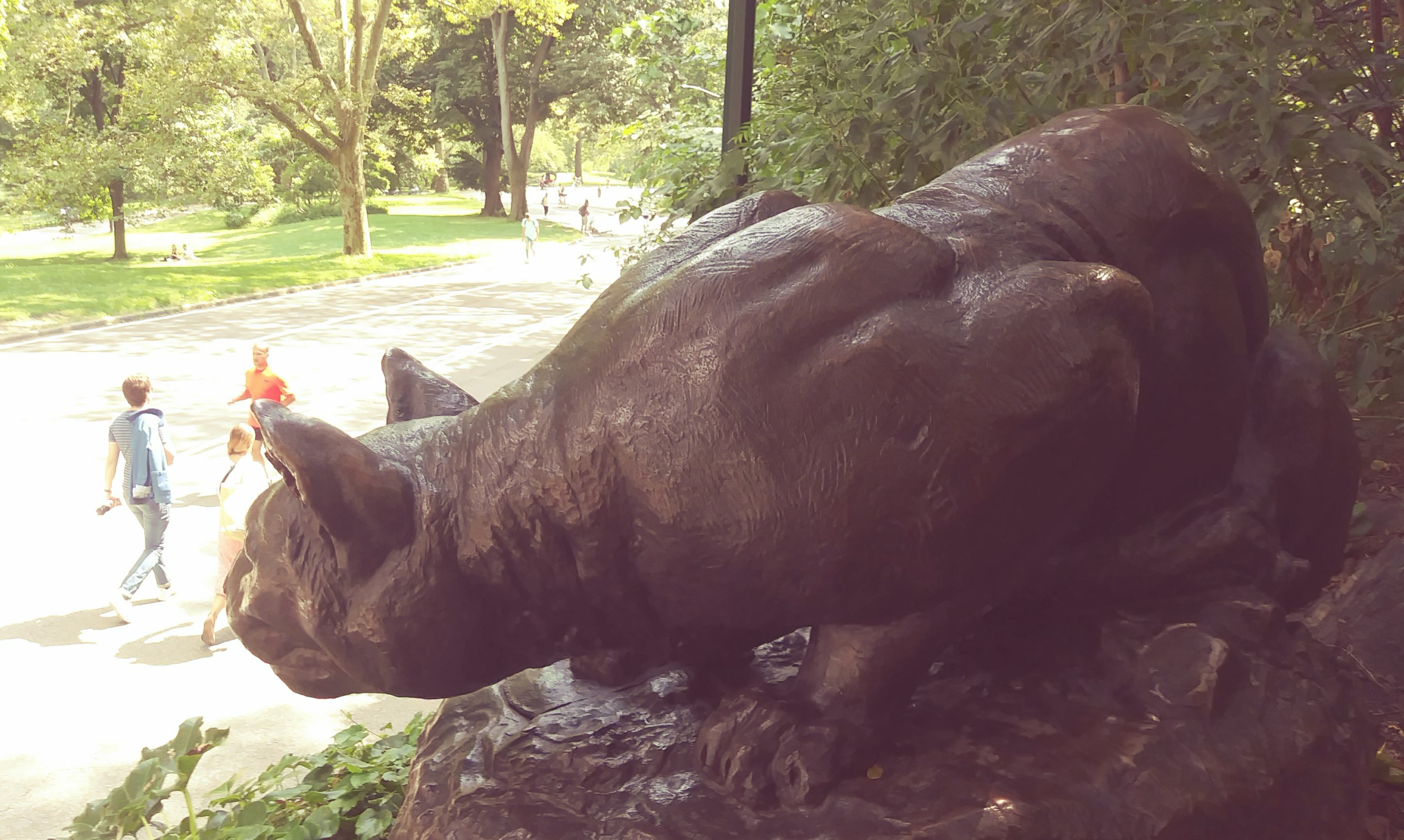
Escultura de tamaño natural de un puma, especie que antiguamente habitaba la isla de Manhattan.

## Crimen
Aunque siempre ha sido visto como una especie de oasis de la tranquilidad dentro de una «ciudad que nunca duerme», Central Park era un lugar muy peligroso, especialmente al anochecer, según mostraban las estadísticas de crimen. El parque, como la mayor parte de Nueva York, es hoy en día considerablemente más seguro, aunque en épocas anteriores era un lugar de atracos y de numerosas violaciones. El incidente ocurrido en 1989 de «la corredora de Central Park» disuadió a muchos turistas de visitar los lugares más emblemáticos de Manhattan.
Durante los últimos años, como el crimen se ha reducido sensiblemente en el parque y en el resto de Nueva York, la percepción negativa ha disminuido. El parque tiene su propio Departamento de Policía (el Departamento de Central Park), que emplea tanto a policías regulares como a ciudadanos voluntarios, aunque las patrullas sean discretas y el horario de control dure hasta las nueve de la noche. En 2005, tales medidas de seguridad redujeron el número de crímenes en el parque, que tiene más de 25 millones de visitantes cada año, a menos de cien por año (cuando a principios de los años 1980 había aproximadamente 1000); este dato de criminalidad tan bajo ha hecho de Central Park uno de los parques urbanos más seguros del mundo.
El 11 de junio de 2000, tras el desfile del Día de Puerto Rico, ocurrió un incidente en el cual varias cuadrillas de hombres ebrios anduvieron a tientas y asaltaron sexualmente a varias mujeres en el parque. Aproximadamente treinta hombres fueron detenidos durante los disturbios.
Por otra parte, para solucionar cualquier problema médico que pudiera surgir, el parque cuenta con una unidad médica propia. La Unidad Médica de Central Park es un servicio de ambulancias voluntario, que proporciona atención médica completamente gratis de un médico de emergencia a los peatones de Central Park y las calles circundantes. UMCP también cuenta con una patrulla de bicicletas de respuesta rápida, en particular durante grandes acontecimientos como la Maratón de Nueva York, los Juegos de la Buena Voluntad de 1998 y conciertos realizados en el parque.